# Eleições autárquicas de 2021 em Viseu
As eleições autárquicas de 2021 serviram para eleger os membros dos diferentes órgãos do poder local no Concelho de Viseu.
Apoiando o antigo autarca viseense Fernando Ruas (presidente de 1989 a 2013), o Partido Social Democrata voltou a vencer as eleições no concelho e com maioria absoluta. O PSD conseguiu 46,68% dos votos e 5 vereadores, embora esta vitória não tenha sido tão folgada como em eleições anteriores.
O Partido Socialista, que teve em João Azevedo como candidato à presidência, teve o seu melhor resultado de sempre no concelho viseense. Apesar de não terem quebrado o domínio social-democratas, os socialistas conseguiram mais de 38% dos votos e elegeram 4 vereadores, algo inédito para o partido.
As outras candidaturas ficaram longe de conseguir eleger um vereador.

## Contexto
O Partido Social Democrata, liderado por Almeida Henriques (autarca desde 2013), reforçou a sua votação e conseguiu manter a maioria absoluta em 2017. Com esta nova vitória, os social-democratas conseguiram manter uma câmara que já controlam desde 1989 de forma consecutiva.
Quanto aos outros partidos, o Partido Socialista manteve-se com os mesmos resultados das eleições de 2013, enquanto o CDS – Partido Popular perdeu o vereador que tinha elegido nas eleições de 2013.
No dia 4 de abril de 2021, António Almeida Henriques faleceu com Covid-19 tendo sido sucedido por Conceição Azevedo, que era vice-presidente desde 5 de agosto de 2019.

## Candidatos
| Lista | Lista                          | Candidato             |
| ----- | ------------------------------ | --------------------- |
|       | Partido Social Democrata       | Fernando Ruas         |
|       | Partido Socialista             | João Azevedo          |
|       | CDS – Partido Popular          | Nuno Correia da Silva |
|       | Bloco de Esquerda              | Manuela Antunes       |
|       | Coligação Democrática Unitária | Francisco Almeida     |
|       | Pessoas–Animais–Natureza       | Diogo Chiquelho       |
|       | CHEGA                          | Pedro Calheiros       |
|       | Iniciativa Liberal             | Fernando Figueiredo   |

## Resultados Oficiais
Os resultados para os diferentes órgãos do poder local no Concelho de Viseu foram os seguintes:

### Câmara Municipal
| Partido                 | Partido                        | Votos  | %               | +/-   | Vereadores | +/-     |
| ----------------------- | ------------------------------ | ------ | --------------- | ----- | ---------- | ------- |
|                         | Partido Social Democrata       | 24 363 | 46,68 / 100,00  | 5,06  | 5 / 9      | 1       |
|                         | Partido Socialista             | 19 968 | 38,26 / 100,00  | 11,80 | 4 / 9      | 1       |
|                         | CHEGA                          | 1 542  | 2,95 / 100,00   | Novo  | 0 / 9      | Novo    |
|                         | Iniciativa Liberal             | 1 147  | 2,20 / 100,00   | Novo  | 0 / 9      | Novo    |
|                         | CDS – Partido Popular          | 1 054  | 2,02 / 100,00   | 3,08  | 0 / 9      | Estável |
|                         | Bloco de Esquerda              | 1 051  | 2,01 / 100,00   | 2,78  | 0 / 9      | Estável |
|                         | Pessoas–Animais–Natureza       | 657    | 1,26 / 100,00   | 0,92  | 0 / 9      | Estável |
|                         | Coligação Democrática Unitária | 609    | 1,17 / 100,00   | 2,68  | 0 / 9      | Estável |
| Votos Inválidos         | Votos Inválidos                | 1 798  | 3,44 / 100,00   | 2,44  |            |         |
| Total                   | Total                          | 52 189 | 100,00 / 100,00 |       | 9 / 9      |         |
| Eleitorado/Participação | Eleitorado/Participação        | 92 444 | 56,45 / 100,00  | 5,66  |            |         |

### Assembleia Municipal
| Partido                 | Partido                        | Votos  | %               | +/-  | Deputados | +/-     |
| ----------------------- | ------------------------------ | ------ | --------------- | ---- | --------- | ------- |
|                         | Partido Social Democrata       | 23 117 | 44,30 / 100,00  | 2,89 | 14 / 27   | 1       |
|                         | Partido Socialista             | 18 740 | 35,91 / 100,00  | 7,98 | 11 / 27   | 2       |
|                         | CHEGA                          | 2 053  | 3,93 / 100,00   | Novo | 1 / 27    | Novo    |
|                         | Bloco de Esquerda              | 1 660  | 3,18 / 100,00   | 2,52 | 1 / 27    | Estável |
|                         | Iniciativa Liberal             | 1 392  | 2,67 / 100,00   | Novo | 0 / 27    | Novo    |
|                         | CDS – Partido Popular          | 1 204  | 2,31 / 100,00   | 3,55 | 0 / 27    | 1       |
|                         | Pessoas–Animais–Natureza       | 1 003  | 1,92 / 100,00   | 0,88 | 0 / 27    | Estável |
|                         | Coligação Democrática Unitária | 940    | 1,80 / 100,00   | 2,42 | 0 / 27    | 1       |
| Votos Inválidos         | Votos Inválidos                | 2 077  | 3,98 / 100,00   | 2,32 |           |         |
| Total                   | Total                          | 52 186 | 100,00 / 100,00 |      | 27 / 27   |         |
| Eleitorado/Participação | Eleitorado/Participação        | 92 444 | 56,45 / 100,00  | 5,67 |           |         |

### Juntas de Freguesia
| Partido                 | Partido                        | Votos  | %               | +/-  | Presidentes | +/-     | Mandatos  | +/-  |
| ----------------------- | ------------------------------ | ------ | --------------- | ---- | ----------- | ------- | --------- | ---- |
|                         | Partido Social Democrata       | 24 790 | 47,51 / 100,00  | 1,90 | 21 / 25     | Estável | 139 / 247 | 9    |
|                         | Partido Socialista             | 18 521 | 35,50 / 100,00  | 5,94 | 4 / 25      | 1       | 98 / 247  | 16   |
|                         | Grupo de Cidadãos              | 1 310  | 2,51 / 100,00   | 1,33 | 0 / 25      | 1       | 7 / 247   | 4    |
|                         | CDS – Partido Popular          | 1 283  | 2,46 / 100,00   | 3,19 | 0 / 25      | Estável | 2 / 247   | 4    |
|                         | Bloco de Esquerda              | 1 184  | 2,27 / 100,00   | 1,82 | 0 / 25      | Estável | 1 / 247   | 6    |
|                         | Iniciativa Liberal             | 1 130  | 2,17 / 100,00   | Novo | 0 / 25      | Novo    | 0 / 247   | Novo |
|                         | CHEGA                          | 787    | 1,51 / 100,00   | Novo | 0 / 25      | Novo    | 0 / 247   | Novo |
|                         | Coligação Democrática Unitária | 744    | 1,43 / 100,00   | 2,20 | 0 / 25      | Estável | 0 / 247   | 1    |
| Votos Inválidos         | Votos Inválidos                | 2 428  | 4,65 / 100,00   | 1,83 |             |         |           |      |
| Total                   | Total                          | 52 177 | 100,00 / 100,00 |      | 25 / 25     |         | 247 / 247 |      |
| Eleitorado/Participação | Eleitorado/Participação        | 92 444 | 56,44 / 100,00  | 5,65 |             |         |           |      |

## Resultados por Freguesia

### Câmara Municipal
| Freguesia                          | %     | %     | %    | %    | %    | %    | %    | %    | Votantes |
| Freguesia                          | PSD   | PS    | CH   | IL   | CDS  | BE   | PAN  | CDU  | Votantes |
| ---------------------------------- | ----- | ----- | ---- | ---- | ---- | ---- | ---- | ---- | -------- |
| Freguesia                          |       |       |      |      |      |      |      |      | Votantes |
| Abraveses                          | 45,32 | 36,08 | 3,93 | 2,33 | 1,20 | 2,65 | 2,18 | 1,78 | 3 994    |
| Barreiros e Cepões                 | 57,72 | 33,48 | 2,61 | 1,09 | 0,65 | 0,65 | 0,65 | 0,54 | 920      |
| Boa Aldeia, Farminhão e Torredeita | 51,24 | 37,36 | 2,48 | 0,95 | 1,02 | 1,02 | 0,45 | 1,40 | 1 571    |
| Bodiosa                            | 58,01 | 31,06 | 3,19 | 0,80 | 0,92 | 1,10 | 0,98 | 0,49 | 1 629    |
| Calde                              | 50,78 | 37,44 | 2,98 | 1,04 | 1,55 | 1,04 | 1,04 | 0,39 | 772      |
| Campo                              | 47,20 | 37,09 | 3,74 | 1,65 | 1,46 | 1,81 | 2,36 | 1,22 | 2 540    |
| Cavernães                          | 53,66 | 36,01 | 3,24 | 1,08 | 0,84 | 0,84 | 1,08 | 0,12 | 833      |
| Cota                               | 56,11 | 34,34 | 1,68 | 0,84 | 1,17 | 0,17 | 1,01 | 0,34 | 597      |
| Coutos de Viseu                    | 53,56 | 34,35 | 2,94 | 1,58 | 1,58 | 1,13 | 1,02 | 0,79 | 885      |
| Fail e Vila Chã de Sá              | 43,36 | 39,99 | 3,72 | 3,30 | 2,82 | 1,03 | 0,89 | 0,34 | 1 453    |
| Fragosela                          | 49,37 | 39,87 | 2,19 | 1,73 | 1,06 | 1,46 | 0,73 | 0,60 | 1 505    |
| Lordosa                            | 45,69 | 42,54 | 2,42 | 1,05 | 1,26 | 1,68 | 0,63 | 0,42 | 952      |
| Mundão                             | 38,59 | 47,73 | 2,23 | 2,09 | 2,23 | 1,88 | 1,05 | 0,91 | 1 433    |
| Orgens                             | 47,22 | 37,15 | 2,21 | 1,58 | 3,98 | 2,01 | 1,10 | 1,39 | 2 086    |
| Povolide                           | 62,14 | 31,95 | 1,14 | 1,14 | 0,41 | 0,62 | 0,93 | 0,31 | 964      |
| Ranhados                           | 42,00 | 40,47 | 2,87 | 3,48 | 2,34 | 2,72 | 1,30 | 1,26 | 2 612    |
| Repeses e São Salvador             | 41,95 | 42,93 | 3,01 | 2,09 | 1,97 | 2,12 | 1,32 | 1,23 | 3 254    |
| Ribafeita                          | 52,51 | 36,06 | 4,77 | 0,75 | 0,75 | 0,63 | 0,25 | 0,38 | 796      |
| Rio de Loba                        | 43,95 | 40,32 | 3,07 | 2,92 | 2,18 | 2,40 | 1,17 | 0,95 | 4 630    |
| Santos Evos                        | 54,85 | 36,14 | 1,68 | 1,68 | 0,89 | 0,69 | 0,89 | 0,50 | 1 010    |
| São Cipriano e Vil de Souto        | 55,87 | 32,40 | 2,89 | 0,83 | 1,32 | 1,65 | 1,16 | 1,07 | 1 210    |
| São João de Lourosa                | 50,22 | 35,65 | 4,11 | 2,20 | 1,95 | 1,59 | 0,49 | 1,10 | 2 457    |
| São Pedro de France                | 50,85 | 36,25 | 2,74 | 1,04 | 4,17 | 0,52 | 0,78 | 1,04 | 767      |
| Silgueiros                         | 50,12 | 39,81 | 3,16 | 0,70 | 1,76 | 0,47 | 0,35 | 0,64 | 1 708    |
| Viseu                              | 41,81 | 39,05 | 2,66 | 3,26 | 2,90 | 3,20 | 1,65 | 1,83 | 11 611   |
| Viseu                              | 46,68 | 38,26 | 2,95 | 2,20 | 2,02 | 2,01 | 1,26 | 1,17 | 52 189   |

#### Abraveses
| Partido                 | Partido                        | Votos | %               | +/-   |
| ----------------------- | ------------------------------ | ----- | --------------- | ----- |
|                         | Partido Social Democrata       | 1 810 | 45,32 / 100,00  | 4,60  |
|                         | Partido Socialista             | 1 441 | 36,08 / 100,00  | 10,62 |
|                         | CHEGA                          | 157   | 3,93 / 100,00   | Novo  |
|                         | Bloco de Esquerda              | 106   | 2,65 / 100,00   | 3,52  |
|                         | Iniciativa Liberal             | 93    | 2,33 / 100,00   | Novo  |
|                         | Pessoas–Animais–Natureza       | 87    | 2,18 / 100,00   | 0,74  |
|                         | Coligação Democrática Unitária | 71    | 1,78 / 100,00   | 3,22  |
|                         | CDS – Partido Popular          | 48    | 1,20 / 100,00   | 3,36  |
| Votos Inválidos         | Votos Inválidos                | 181   | 4,53 / 100,00   | 1,43  |
| Total                   | Total                          | 3 994 | 100,00 / 100,00 |       |
| Eleitorado/Participação | Eleitorado/Participação        | 7 664 | 52,11 / 100,00  | 5,44  |

#### Barreiros e Cepões
| Partido                 | Partido                        | Votos | %               | +/-   |
| ----------------------- | ------------------------------ | ----- | --------------- | ----- |
|                         | Partido Social Democrata       | 531   | 57,72 / 100,00  | 9,13  |
|                         | Partido Socialista             | 308   | 33,48 / 100,00  | 7,09  |
|                         | CHEGA                          | 24    | 2,61 / 100,00   | Novo  |
|                         | Iniciativa Liberal             | 10    | 1,09 / 100,00   | Novo  |
|                         | CDS – Partido Popular          | 6     | 0,65 / 100,00   | 3,64  |
|                         | Bloco de Esquerda              | 6     | 0,65 / 100,00   | 11,81 |
|                         | Pessoas–Animais–Natureza       | 6     | 0,65 / 100,00   | 0,02  |
|                         | Coligação Democrática Unitária | 5     | 0,54 / 100,00   | 1,45  |
| Votos Inválidos         | Votos Inválidos                | 24    | 2,61 / 100,00   | 3,04  |
| Total                   | Total                          | 920   | 100,00 / 100,00 |       |
| Eleitorado/Participação | Eleitorado/Participação        | 1 652 | 55,69 / 100,00  | 5,21  |

#### Boa Aldeia, Farminhão e Torredeita
| Partido                 | Partido                        | Votos | %               | +/-   |
| ----------------------- | ------------------------------ | ----- | --------------- | ----- |
|                         | Partido Social Democrata       | 805   | 51,24 / 100,00  | 11,08 |
|                         | Partido Socialista             | 587   | 37,36 / 100,00  | 1,47  |
|                         | CHEGA                          | 39    | 2,48 / 100,00   | Novo  |
|                         | Coligação Democrática Unitária | 22    | 1,40 / 100,00   | 0,74  |
|                         | CDS – Partido Popular          | 16    | 1,02 / 100,00   | 8,72  |
|                         | Bloco de Esquerda              | 16    | 1,02 / 100,00   | 4,83  |
|                         | Iniciativa Liberal             | 15    | 0,95 / 100,00   | Novo  |
|                         | Pessoas–Animais–Natureza       | 7     | 0,45 / 100,00   | 0,30  |
| Votos Inválidos         | Votos Inválidos                | 64    | 4,07 / 100,00   | 1,40  |
| Total                   | Total                          | 1 571 | 100,00 / 100,00 |       |
| Eleitorado/Participação | Eleitorado/Participação        | 2 287 | 68,69 / 100,00  | 4,20  |

#### Bodiosa
| Partido                 | Partido                        | Votos | %               | +/-   |
| ----------------------- | ------------------------------ | ----- | --------------- | ----- |
|                         | Partido Social Democrata       | 945   | 58,01 / 100,00  | 8,76  |
|                         | Partido Socialista             | 506   | 31,06 / 100,00  | 11,06 |
|                         | CHEGA                          | 52    | 3,19 / 100,00   | Novo  |
|                         | Bloco de Esquerda              | 18    | 1,10 / 100,00   | 1,26  |
|                         | Pessoas–Animais–Natureza       | 16    | 0,98 / 100,00   | 0,11  |
|                         | CDS – Partido Popular          | 15    | 0,92 / 100,00   | 2,22  |
|                         | Iniciativa Liberal             | 13    | 0,80 / 100,00   | Novo  |
|                         | Coligação Democrática Unitária | 8     | 0,49 / 100,00   | 1,08  |
| Votos Inválidos         | Votos Inválidos                | 56    | 3,44 / 100,00   | 1,63  |
| Total                   | Total                          | 1 629 | 100,00 / 100,00 |       |
| Eleitorado/Participação | Eleitorado/Participação        | 2 870 | 56,76 / 100,00  | 3,97  |

#### Calde
| Partido                 | Partido                        | Votos | %               | +/-   |
| ----------------------- | ------------------------------ | ----- | --------------- | ----- |
|                         | Partido Social Democrata       | 392   | 50,78 / 100,00  | 13,17 |
|                         | Partido Socialista             | 289   | 37,44 / 100,00  | 14,38 |
|                         | CHEGA                          | 23    | 2,98 / 100,00   | Novo  |
|                         | CDS – Partido Popular          | 12    | 1,55 / 100,00   | 1,76  |
|                         | Iniciativa Liberal             | 8     | 1,04 / 100,00   | Novo  |
|                         | Bloco de Esquerda              | 8     | 1,04 / 100,00   | 0,23  |
|                         | Pessoas–Animais–Natureza       | 8     | 1,04 / 100,00   | 0,36  |
|                         | Coligação Democrática Unitária | 3     | 0,39 / 100,00   | 2,92  |
| Votos Inválidos         | Votos Inválidos                | 29    | 3,76 / 100,00   | 0,07  |
| Total                   | Total                          | 772   | 100,00 / 100,00 |       |
| Eleitorado/Participação | Eleitorado/Participação        | 1 512 | 51,06 / 100,00  | 7,62  |

#### Campo
| Partido                 | Partido                        | Votos | %               | +/-   |
| ----------------------- | ------------------------------ | ----- | --------------- | ----- |
|                         | Partido Social Democrata       | 1 199 | 47,20 / 100,00  | 13,29 |
|                         | Partido Socialista             | 942   | 37,09 / 100,00  | 17,56 |
|                         | CHEGA                          | 95    | 3,74 / 100,00   | Novo  |
|                         | Pessoas–Animais–Natureza       | 60    | 2,36 / 100,00   | 0,28  |
|                         | Bloco de Esquerda              | 46    | 1,81 / 100,00   | 1,86  |
|                         | Iniciativa Liberal             | 42    | 1,65 / 100,00   | Novo  |
|                         | CDS – Partido Popular          | 37    | 1,46 / 100,00   | 4,57  |
|                         | Coligação Democrática Unitária | 31    | 1,22 / 100,00   | 1,77  |
| Votos Inválidos         | Votos Inválidos                | 88    | 3,46 / 100,00   | 1,75  |
| Total                   | Total                          | 2 540 | 100,00 / 100,00 |       |
| Eleitorado/Participação | Eleitorado/Participação        | 4 651 | 54,61 / 100,00  | 9,10  |

#### Cavernães
| Partido                 | Partido                        | Votos | %               | +/-   |
| ----------------------- | ------------------------------ | ----- | --------------- | ----- |
|                         | Partido Social Democrata       | 447   | 53,66 / 100,00  | 18,99 |
|                         | Partido Socialista             | 300   | 36,01 / 100,00  | 21,43 |
|                         | CHEGA                          | 27    | 3,24 / 100,00   | Novo  |
|                         | Iniciativa Liberal             | 9     | 1,08 / 100,00   | Novo  |
|                         | Pessoas–Animais–Natureza       | 9     | 1,08 / 100,00   | 0,12  |
|                         | CDS – Partido Popular          | 7     | 0,84 / 100,00   | 2,17  |
|                         | Bloco de Esquerda              | 7     | 0,84 / 100,00   | 1,21  |
|                         | Coligação Democrática Unitária | 1     | 0,12 / 100,00   | 2,41  |
| Votos Inválidos         | Votos Inválidos                | 26    | 3,12 / 100,00   | 1,10  |
| Total                   | Total                          | 833   | 100,00 / 100,00 |       |
| Eleitorado/Participação | Eleitorado/Participação        | 1 312 | 63,49 / 100,00  | 2,91  |

#### Cota
| Partido                 | Partido                        | Votos | %               | +/-  |
| ----------------------- | ------------------------------ | ----- | --------------- | ---- |
|                         | Partido Social Democrata       | 335   | 56,11 / 100,00  | 0,36 |
|                         | Partido Socialista             | 205   | 34,34 / 100,00  | 2,41 |
|                         | CHEGA                          | 10    | 1,68 / 100,00   | Novo |
|                         | CDS – Partido Popular          | 7     | 1,17 / 100,00   | 2,40 |
|                         | Pessoas–Animais–Natureza       | 6     | 1,01 / 100,00   | 0,45 |
|                         | Iniciativa Liberal             | 5     | 0,84 / 100,00   | Novo |
|                         | Coligação Democrática Unitária | 2     | 0,34 / 100,00   | 1,12 |
|                         | Bloco de Esquerda              | 1     | 0,17 / 100,00   | 0,32 |
| Votos Inválidos         | Votos Inválidos                | 26    | 4,36 / 100,00   | 0,98 |
| Total                   | Total                          | 597   | 100,00 / 100,00 |      |
| Eleitorado/Participação | Eleitorado/Participação        | 1 133 | 52,69 / 100,00  | 7,55 |

#### Coutos de Viseu
| Partido                 | Partido                        | Votos | %               | +/-  |
| ----------------------- | ------------------------------ | ----- | --------------- | ---- |
|                         | Partido Social Democrata       | 474   | 53,56 / 100,00  | 0,50 |
|                         | Partido Socialista             | 304   | 34,35 / 100,00  | 5,63 |
|                         | CHEGA                          | 26    | 2,94 / 100,00   | Novo |
|                         | Iniciativa Liberal             | 14    | 1,58 / 100,00   | Novo |
|                         | CDS – Partido Popular          | 14    | 1,58 / 100,00   | 3,38 |
|                         | Bloco de Esquerda              | 10    | 1,13 / 100,00   | 0,60 |
|                         | Pessoas–Animais–Natureza       | 9     | 1,02 / 100,00   | 1,17 |
|                         | Coligação Democrática Unitária | 7     | 0,79 / 100,00   | 3,13 |
| Votos Inválidos         | Votos Inválidos                | 27    | 3,05 / 100,00   | 2,37 |
| Total                   | Total                          | 885   | 100,00 / 100,00 |      |
| Eleitorado/Participação | Eleitorado/Participação        | 1 448 | 61,12 / 100,00  | 4,71 |

#### Fail e Vila Chã de Sá
| Partido                 | Partido                        | Votos | %               | +/-  |
| ----------------------- | ------------------------------ | ----- | --------------- | ---- |
|                         | Partido Social Democrata       | 630   | 43,36 / 100,00  | 9,83 |
|                         | Partido Socialista             | 581   | 39,99 / 100,00  | 6,70 |
|                         | CHEGA                          | 54    | 3,72 / 100,00   | Novo |
|                         | Iniciativa Liberal             | 48    | 3,30 / 100,00   | Novo |
|                         | CDS – Partido Popular          | 41    | 2,82 / 100,00   | 0,82 |
|                         | Bloco de Esquerda              | 15    | 1,03 / 100,00   | 1,17 |
|                         | Pessoas–Animais–Natureza       | 13    | 0,89 / 100,00   | 0,20 |
|                         | Coligação Democrática Unitária | 5     | 0,34 / 100,00   | 1,24 |
| Votos Inválidos         | Votos Inválidos                | 66    | 4,55 / 100,00   | 0,88 |
| Total                   | Total                          | 1 453 | 100,00 / 100,00 |      |
| Eleitorado/Participação | Eleitorado/Participação        | 2 440 | 59,55 / 100,00  | 1,39 |

#### Fragosela
| Partido                 | Partido                        | Votos | %               | +/-  |
| ----------------------- | ------------------------------ | ----- | --------------- | ---- |
|                         | Partido Social Democrata       | 743   | 49,37 / 100,00  | 4,03 |
|                         | Partido Socialista             | 600   | 39,87 / 100,00  | 9,42 |
|                         | CHEGA                          | 33    | 2,19 / 100,00   | Novo |
|                         | Iniciativa Liberal             | 26    | 1,73 / 100,00   | Novo |
|                         | Bloco de Esquerda              | 22    | 1,46 / 100,00   | 1,54 |
|                         | CDS – Partido Popular          | 16    | 1,06 / 100,00   | 3,94 |
|                         | Pessoas–Animais–Natureza       | 11    | 0,73 / 100,00   | 0,77 |
|                         | Coligação Democrática Unitária | 9     | 0,60 / 100,00   | 1,54 |
| Votos Inválidos         | Votos Inválidos                | 45    | 2,99 / 100,00   | 1,51 |
| Total                   | Total                          | 1 505 | 100,00 / 100,00 |      |
| Eleitorado/Participação | Eleitorado/Participação        | 2 339 | 64,34 / 100,00  | 5,29 |

#### Lordosa
| Partido                 | Partido                        | Votos | %               | +/-   |
| ----------------------- | ------------------------------ | ----- | --------------- | ----- |
|                         | Partido Social Democrata       | 435   | 45,69 / 100,00  | 16,99 |
|                         | Partido Socialista             | 405   | 42,54 / 100,00  | 22,02 |
|                         | CHEGA                          | 23    | 2,42 / 100,00   | Novo  |
|                         | Bloco de Esquerda              | 16    | 1,68 / 100,00   | 0,57  |
|                         | CDS – Partido Popular          | 12    | 1,26 / 100,00   | 3,93  |
|                         | Iniciativa Liberal             | 10    | 1,05 / 100,00   | Novo  |
|                         | Pessoas–Animais–Natureza       | 6     | 0,63 / 100,00   | 0,50  |
|                         | Coligação Democrática Unitária | 4     | 0,42 / 100,00   | 2,06  |
| Votos Inválidos         | Votos Inválidos                | 41    | 4,31 / 100,00   | 1,44  |
| Total                   | Total                          | 952   | 100,00 / 100,00 |       |
| Eleitorado/Participação | Eleitorado/Participação        | 1 902 | 50,05 / 100,00  | 8,97  |

#### Mundão
| Partido                 | Partido                        | Votos | %               | +/-   |
| ----------------------- | ------------------------------ | ----- | --------------- | ----- |
|                         | Partido Socialista             | 684   | 47,73 / 100,00  | 14,84 |
|                         | Partido Social Democrata       | 553   | 38,59 / 100,00  | 10,58 |
|                         | CHEGA                          | 32    | 2,23 / 100,00   | Novo  |
|                         | CDS – Partido Popular          | 32    | 2,23 / 100,00   | 0,76  |
|                         | Iniciativa Liberal             | 30    | 2,09 / 100,00   | Novo  |
|                         | Bloco de Esquerda              | 27    | 1,88 / 100,00   | 0,56  |
|                         | Pessoas–Animais–Natureza       | 15    | 1,05 / 100,00   | 1,55  |
|                         | Coligação Democrática Unitária | 13    | 0,91 / 100,00   | 3,02  |
| Votos Inválidos         | Votos Inválidos                | 47    | 3,28 / 100,00   | 2,70  |
| Total                   | Total                          | 1 433 | 100,00 / 100,00 |       |
| Eleitorado/Participação | Eleitorado/Participação        | 2 163 | 66,25 / 100,00  | 6,07  |

#### Orgens
| Partido                 | Partido                        | Votos | %               | +/-  |
| ----------------------- | ------------------------------ | ----- | --------------- | ---- |
|                         | Partido Social Democrata       | 985   | 47,22 / 100,00  | 0,33 |
|                         | Partido Socialista             | 775   | 37,15 / 100,00  | 8,34 |
|                         | CDS – Partido Popular          | 83    | 3,98 / 100,00   | 0,20 |
|                         | CHEGA                          | 46    | 2,21 / 100,00   | Novo |
|                         | Bloco de Esquerda              | 42    | 2,01 / 100,00   | 3,54 |
|                         | Iniciativa Liberal             | 33    | 1,58 / 100,00   | Novo |
|                         | Coligação Democrática Unitária | 29    | 1,39 / 100,00   | 2,18 |
|                         | Pessoas–Animais–Natureza       | 23    | 1,10 / 100,00   | 2,42 |
| Votos Inválidos         | Votos Inválidos                | 70    | 3,35 / 100,00   | 3,47 |
| Total                   | Total                          | 2 086 | 100,00 / 100,00 |      |
| Eleitorado/Participação | Eleitorado/Participação        | 3 294 | 63,33 / 100,00  | 9,19 |

#### Povolide
| Partido                 | Partido                        | Votos | %               | +/-  |
| ----------------------- | ------------------------------ | ----- | --------------- | ---- |
|                         | Partido Social Democrata       | 599   | 62,14 / 100,00  | 1,19 |
|                         | Partido Socialista             | 308   | 31,95 / 100,00  | 3,93 |
|                         | CHEGA                          | 11    | 1,14 / 100,00   | Novo |
|                         | Iniciativa Liberal             | 11    | 1,14 / 100,00   | Novo |
|                         | Pessoas–Animais–Natureza       | 9     | 0,93 / 100,00   | 0,04 |
|                         | Bloco de Esquerda              | 6     | 0,62 / 100,00   | 0,45 |
|                         | CDS – Partido Popular          | 4     | 0,41 / 100,00   | 2,02 |
|                         | Coligação Democrática Unitária | 3     | 0,31 / 100,00   | 1,15 |
| Votos Inválidos         | Votos Inválidos                | 13    | 1,35 / 100,00   | 1,37 |
| Total                   | Total                          | 964   | 100,00 / 100,00 |      |
| Eleitorado/Participação | Eleitorado/Participação        | 1 611 | 59,84 / 100,00  | 1,36 |

#### Ranhados
| Partido                 | Partido                        | Votos | %               | +/-   |
| ----------------------- | ------------------------------ | ----- | --------------- | ----- |
|                         | Partido Social Democrata       | 1 097 | 42,00 / 100,00  | 5,54  |
|                         | Partido Socialista             | 1 057 | 40,47 / 100,00  | 16,58 |
|                         | Iniciativa Liberal             | 91    | 3,48 / 100,00   | Novo  |
|                         | CHEGA                          | 75    | 2,87 / 100,00   | Novo  |
|                         | Bloco de Esquerda              | 71    | 2,72 / 100,00   | 4,08  |
|                         | CDS – Partido Popular          | 61    | 2,34 / 100,00   | 3,89  |
|                         | Pessoas–Animais–Natureza       | 34    | 1,30 / 100,00   | 1,16  |
|                         | Coligação Democrática Unitária | 33    | 1,26 / 100,00   | 3,98  |
| Votos Inválidos         | Votos Inválidos                | 93    | 3,56 / 100,00   | 4,28  |
| Total                   | Total                          | 2 612 | 100,00 / 100,00 |       |
| Eleitorado/Participação | Eleitorado/Participação        | 4 689 | 55,70 / 100,00  | 6,69  |

#### Repeses e São Salvador
| Partido                 | Partido                        | Votos | %               | +/-   |
| ----------------------- | ------------------------------ | ----- | --------------- | ----- |
|                         | Partido Socialista             | 1 397 | 42,93 / 100,00  | 16,63 |
|                         | Partido Social Democrata       | 1 365 | 41,95 / 100,00  | 5,94  |
|                         | CHEGA                          | 98    | 3,01 / 100,00   | Novo  |
|                         | Bloco de Esquerda              | 69    | 2,12 / 100,00   | 3,91  |
|                         | Iniciativa Liberal             | 68    | 2,09 / 100,00   | Novo  |
|                         | CDS – Partido Popular          | 64    | 1,97 / 100,00   | 3,57  |
|                         | Pessoas–Animais–Natureza       | 43    | 1,32 / 100,00   | 1,13  |
|                         | Coligação Democrática Unitária | 40    | 1,23 / 100,00   | 3,38  |
| Votos Inválidos         | Votos Inválidos                | 110   | 3,38 / 100,00   | 3,79  |
| Total                   | Total                          | 3 254 | 100,00 / 100,00 |       |
| Eleitorado/Participação | Eleitorado/Participação        | 5 337 | 60,97 / 100,00  | 6,23  |

#### Ribafeita
| Partido                 | Partido                        | Votos | %               | +/-  |
| ----------------------- | ------------------------------ | ----- | --------------- | ---- |
|                         | Partido Social Democrata       | 418   | 52,51 / 100,00  | 4,24 |
|                         | Partido Socialista             | 287   | 36,06 / 100,00  | 3,24 |
|                         | CHEGA                          | 38    | 4,77 / 100,00   | Novo |
|                         | Iniciativa Liberal             | 6     | 0,75 / 100,00   | Novo |
|                         | CDS – Partido Popular          | 6     | 0,75 / 100,00   | 1,03 |
|                         | Bloco de Esquerda              | 5     | 0,63 / 100,00   | 1,15 |
|                         | Coligação Democrática Unitária | 3     | 0,38 / 100,00   | 1,75 |
|                         | Pessoas–Animais–Natureza       | 2     | 0,25 / 100,00   | 1,88 |
| Votos Inválidos         | Votos Inválidos                | 31    | 3,90 / 100,00   | 1,30 |
| Total                   | Total                          | 796   | 100,00 / 100,00 |      |
| Eleitorado/Participação | Eleitorado/Participação        | 1 211 | 65,73 / 100,00  | 5,36 |

#### Rio de Loba
| Partido                 | Partido                        | Votos | %               | +/-   |
| ----------------------- | ------------------------------ | ----- | --------------- | ----- |
|                         | Partido Social Democrata       | 2 035 | 43,95 / 100,00  | 6,88  |
|                         | Partido Socialista             | 1 867 | 40,32 / 100,00  | 14,59 |
|                         | CHEGA                          | 142   | 3,07 / 100,00   | Novo  |
|                         | Iniciativa Liberal             | 135   | 2,92 / 100,00   | Novo  |
|                         | Bloco de Esquerda              | 111   | 2,40 / 100,00   | 2,48  |
|                         | CDS – Partido Popular          | 101   | 2,18 / 100,00   | 2,47  |
|                         | Pessoas–Animais–Natureza       | 54    | 1,17 / 100,00   | 1,51  |
|                         | Coligação Democrática Unitária | 44    | 0,95 / 100,00   | 3,63  |
| Votos Inválidos         | Votos Inválidos                | 141   | 3,05 / 100,00   | 3,61  |
| Total                   | Total                          | 4 630 | 100,00 / 100,00 |       |
| Eleitorado/Participação | Eleitorado/Participação        | 8 379 | 55,26 / 100,00  | 6,75  |

#### Santos Evos
| Partido                 | Partido                        | Votos | %               | +/-   |
| ----------------------- | ------------------------------ | ----- | --------------- | ----- |
|                         | Partido Social Democrata       | 554   | 54,85 / 100,00  | 5,11  |
|                         | Partido Socialista             | 365   | 36,14 / 100,00  | 7,98  |
|                         | CHEGA                          | 17    | 1,68 / 100,00   | Novo  |
|                         | Iniciativa Liberal             | 17    | 1,68 / 100,00   | Novo  |
|                         | CDS – Partido Popular          | 9     | 0,89 / 100,00   | 2,74  |
|                         | Pessoas–Animais–Natureza       | 9     | 0,89 / 100,00   | 0,32  |
|                         | Bloco de Esquerda              | 7     | 0,69 / 100,00   | 0,41  |
|                         | Coligação Democrática Unitária | 5     | 0,50 / 100,00   | 1,48  |
| Votos Inválidos         | Votos Inválidos                | 27    | 2,68 / 100,00   | 1,28  |
| Total                   | Total                          | 1 010 | 100,00 / 100,00 |       |
| Eleitorado/Participação | Eleitorado/Participação        | 1 450 | 69,66 / 100,00  | 10,09 |

#### São Cipriano e Vil de Souto
| Partido                 | Partido                        | Votos | %               | +/-   |
| ----------------------- | ------------------------------ | ----- | --------------- | ----- |
|                         | Partido Social Democrata       | 676   | 55,87 / 100,00  | 6,69  |
|                         | Partido Socialista             | 392   | 32,40 / 100,00  | 15,10 |
|                         | CHEGA                          | 35    | 2,89 / 100,00   | Novo  |
|                         | Bloco de Esquerda              | 20    | 1,65 / 100,00   | 1,81  |
|                         | CDS – Partido Popular          | 16    | 1,32 / 100,00   | 4,62  |
|                         | Iniciativa Liberal             | 14    | 1,16 / 100,00   | Novo  |
|                         | Coligação Democrática Unitária | 13    | 1,07 / 100,00   | 2,57  |
|                         | Pessoas–Animais–Natureza       | 10    | 0,83 / 100,00   | 0,32  |
| Votos Inválidos         | Votos Inválidos                | 34    | 2,81 / 100,00   | 3,13  |
| Total                   | Total                          | 1 210 | 100,00 / 100,00 |       |
| Eleitorado/Participação | Eleitorado/Participação        | 1 733 | 69,82 / 100,00  | 7,24  |

#### São João de Lourosa
| Partido                 | Partido                        | Votos | %               | +/-  |
| ----------------------- | ------------------------------ | ----- | --------------- | ---- |
|                         | Partido Social Democrata       | 1 234 | 50,22 / 100,00  | 0,33 |
|                         | Partido Socialista             | 876   | 35,65 / 100,00  | 3,99 |
|                         | CHEGA                          | 101   | 4,11 / 100,00   | Novo |
|                         | Iniciativa Liberal             | 54    | 2,20 / 100,00   | Novo |
|                         | CDS – Partido Popular          | 48    | 1,95 / 100,00   | 3,81 |
|                         | Bloco de Esquerda              | 39    | 1,59 / 100,00   | 1,65 |
|                         | Coligação Democrática Unitária | 27    | 1,10 / 100,00   | 2,31 |
|                         | Pessoas–Animais–Natureza       | 12    | 0,49 / 100,00   | 1,42 |
| Votos Inválidos         | Votos Inválidos                | 66    | 2,69 / 100,00   | 1,44 |
| Total                   | Total                          | 2 457 | 100,00 / 100,00 |      |
| Eleitorado/Participação | Eleitorado/Participação        | 4 199 | 58,51 / 100,00  | 5,43 |

#### São Pedro de France
| Partido                 | Partido                        | Votos | %               | +/-     |
| ----------------------- | ------------------------------ | ----- | --------------- | ------- |
|                         | Partido Social Democrata       | 390   | 50,85 / 100,00  | 3,53    |
|                         | Partido Socialista             | 278   | 36,25 / 100,00  | 12,85   |
|                         | CDS – Partido Popular          | 32    | 4,17 / 100,00   | 9,29    |
|                         | CHEGA                          | 21    | 2,74 / 100,00   | Novo    |
|                         | Iniciativa Liberal             | 8     | 1,04 / 100,00   | Novo    |
|                         | Coligação Democrática Unitária | 8     | 1,04 / 100,00   | 0,40    |
|                         | Pessoas–Animais–Natureza       | 6     | 0,78 / 100,00   | Estável |
|                         | Bloco de Esquerda              | 4     | 0,52 / 100,00   | 0,53    |
| Votos Inválidos         | Votos Inválidos                | 20    | 2,61 / 100,00   | 2,88    |
| Total                   | Total                          | 767   | 100,00 / 100,00 |         |
| Eleitorado/Participação | Eleitorado/Participação        | 1 195 | 64,18 / 100,00  | 6,92    |

#### Silgueiros
| Partido                 | Partido                        | Votos | %               | +/-  |
| ----------------------- | ------------------------------ | ----- | --------------- | ---- |
|                         | Partido Social Democrata       | 856   | 50,12 / 100,00  | 3,63 |
|                         | Partido Socialista             | 680   | 39,81 / 100,00  | 0,54 |
|                         | CHEGA                          | 54    | 3,16 / 100,00   | Novo |
|                         | CDS – Partido Popular          | 30    | 1,76 / 100,00   | 2,16 |
|                         | Iniciativa Liberal             | 12    | 0,70 / 100,00   | Novo |
|                         | Coligação Democrática Unitária | 11    | 0,64 / 100,00   | 1,02 |
|                         | Bloco de Esquerda              | 8     | 0,47 / 100,00   | 1,24 |
|                         | Pessoas–Animais–Natureza       | 6     | 0,35 / 100,00   | 0,48 |
| Votos Inválidos         | Votos Inválidos                | 51    | 2,99 / 100,00   | 2,04 |
| Total                   | Total                          | 1 708 | 100,00 / 100,00 |      |
| Eleitorado/Participação | Eleitorado/Participação        | 3 121 | 54,73 / 100,00  | 1,03 |

#### Viseu
| Partido                 | Partido                        | Votos  | %               | +/-   |
| ----------------------- | ------------------------------ | ------ | --------------- | ----- |
|                         | Partido Social Democrata       | 4 855  | 41,81 / 100,00  | 4,97  |
|                         | Partido Socialista             | 4 534  | 39,05 / 100,00  | 15,00 |
|                         | Iniciativa Liberal             | 379    | 3,26 / 100,00   | Novo  |
|                         | Bloco de Esquerda              | 371    | 3,20 / 100,00   | 4,30  |
|                         | CDS – Partido Popular          | 337    | 2,90 / 100,00   | 2,74  |
|                         | CHEGA                          | 309    | 2,66 / 100,00   | Novo  |
|                         | Coligação Democrática Unitária | 212    | 1,83 / 100,00   | 4,07  |
|                         | Pessoas–Animais–Natureza       | 192    | 1,65 / 100,00   | 1,52  |
| Votos Inválidos         | Votos Inválidos                | 422    | 3,63 / 100,00   | 3,34  |
| Total                   | Total                          | 11 611 | 100,00 / 100,00 |       |
| Eleitorado/Participação | Eleitorado/Participação        | 22 852 | 50,81 / 100,00  | 5,13  |

### Assembleia Municipal
| Freguesia                          | %     | %     | %    | %    | %    | %    | %    | %    | Votantes |
| Freguesia                          | PSD   | PS    | CH   | BE   | IL   | CDS  | PAN  | CDU  | Votantes |
| ---------------------------------- | ----- | ----- | ---- | ---- | ---- | ---- | ---- | ---- | -------- |
| Freguesia                          |       |       |      |      |      |      |      |      | Votantes |
| Abraveses                          | 42,09 | 33,95 | 4,73 | 4,26 | 2,85 | 1,75 | 3,33 | 2,60 | 3 994    |
| Barreiros e Cepões                 | 54,89 | 33,37 | 3,26 | 0,98 | 1,09 | 1,09 | 1,20 | 0,76 | 920      |
| Boa Aldeia, Farminhão e Torredeita | 47,80 | 37,30 | 3,31 | 1,65 | 1,02 | 1,34 | 0,76 | 1,40 | 1 571    |
| Bodiosa                            | 57,15 | 29,40 | 3,99 | 2,27 | 0,98 | 1,04 | 1,04 | 0,74 | 1 629    |
| Calde                              | 51,17 | 35,62 | 3,76 | 1,94 | 0,91 | 1,81 | 0,91 | 0,65 | 772      |
| Campo                              | 46,57 | 33,94 | 5,28 | 2,56 | 1,85 | 1,30 | 2,87 | 1,77 | 2 540    |
| Cavernães                          | 54,38 | 32,41 | 3,36 | 1,32 | 1,80 | 1,08 | 1,56 | 0,12 | 833      |
| Cota                               | 56,11 | 32,83 | 1,84 | 0,34 | 1,34 | 0,84 | 1,51 | 0,50 | 597      |
| Coutos de Viseu                    | 51,19 | 33,22 | 4,86 | 1,69 | 1,81 | 1,36 | 0,90 | 1,58 | 885      |
| Fail e Vila Chã de Sá              | 42,26 | 37,92 | 4,96 | 1,86 | 4,82 | 1,93 | 1,17 | 0,83 | 1 453    |
| Fragosela                          | 47,91 | 37,87 | 3,46 | 2,19 | 1,79 | 1,40 | 1,06 | 0,86 | 1 505    |
| Lordosa                            | 44,75 | 40,76 | 2,94 | 2,42 | 1,37 | 1,68 | 1,16 | 0,63 | 952      |
| Mundão                             | 36,22 | 46,96 | 2,79 | 1,81 | 1,95 | 2,37 | 2,02 | 1,54 | 1 433    |
| Orgens                             | 44,34 | 35,28 | 2,88 | 3,12 | 2,16 | 4,65 | 1,68 | 1,97 | 2 086    |
| Povolide                           | 60,48 | 31,02 | 1,66 | 0,73 | 1,04 | 0,73 | 1,24 | 0,41 | 964      |
| Ranhados                           | 39,13 | 37,40 | 3,48 | 4,52 | 4,33 | 2,76 | 2,14 | 2,11 | 2 612    |
| Repeses e São Salvador             | 38,01 | 39,58 | 4,30 | 4,00 | 2,89 | 2,34 | 2,18 | 2,15 | 3 254    |
| Ribafeita                          | 51,76 | 34,67 | 6,16 | 0,88 | 1,01 | 0,75 | 1,13 | 0,88 | 796      |
| Rio de Loba                        | 40,65 | 38,29 | 4,17 | 3,63 | 3,20 | 2,51 | 2,16 | 1,73 | 4 630    |
| Santos Evos                        | 53,17 | 34,06 | 2,77 | 1,29 | 2,08 | 0,99 | 1,88 | 0,30 | 1 010    |
| São Cipriano e Vil de Souto        | 53,31 | 31,90 | 3,31 | 1,98 | 0,83 | 1,49 | 1,74 | 1,57 | 1 210    |
| São João de Lourosa                | 47,50 | 33,62 | 5,62 | 2,48 | 2,65 | 2,04 | 1,06 | 1,63 | 2 457    |
| São Pedro de France                | 50,72 | 33,64 | 3,26 | 0,91 | 1,56 | 4,95 | 0,91 | 1,17 | 767      |
| Silgueiros                         | 48,89 | 36,89 | 4,04 | 1,41 | 0,76 | 2,52 | 0,64 | 0,64 | 1 708    |
| Viseu                              | 38,90 | 35,67 | 3,71 | 4,97 | 4,01 | 3,28 | 2,41 | 2,89 | 11 608   |
| Viseu                              | 44,30 | 35,91 | 3,93 | 3,18 | 2,67 | 2,31 | 1,92 | 1,80 | 52 186   |

#### Abraveses
| Partido                 | Partido                        | Votos | %               | +/-  |
| ----------------------- | ------------------------------ | ----- | --------------- | ---- |
|                         | Partido Social Democrata       | 1 681 | 42,09 / 100,00  | 2,01 |
|                         | Partido Socialista             | 1 356 | 33,95 / 100,00  | 7,56 |
|                         | CHEGA                          | 189   | 4,73 / 100,00   | Novo |
|                         | Bloco de Esquerda              | 170   | 4,26 / 100,00   | 3,66 |
|                         | Pessoas–Animais–Natureza       | 133   | 3,33 / 100,00   | 0,55 |
|                         | Iniciativa Liberal             | 114   | 2,85 / 100,00   | Novo |
|                         | Coligação Democrática Unitária | 104   | 2,60 / 100,00   | 3,17 |
|                         | CDS – Partido Popular          | 70    | 1,75 / 100,00   | 3,58 |
| Votos Inválidos         | Votos Inválidos                | 177   | 4,43 / 100,00   | 2,19 |
| Total                   | Total                          | 3 994 | 100,00 / 100,00 |      |
| Eleitorado/Participação | Eleitorado/Participação        | 7 664 | 52,11 / 100,00  | 5,44 |

#### Barreiros e Cepões
| Partido                 | Partido                        | Votos | %               | +/-   |
| ----------------------- | ------------------------------ | ----- | --------------- | ----- |
|                         | Partido Social Democrata       | 505   | 54,89 / 100,00  | 9,86  |
|                         | Partido Socialista             | 307   | 33,37 / 100,00  | 5,83  |
|                         | CHEGA                          | 30    | 3,26 / 100,00   | Novo  |
|                         | Pessoas–Animais–Natureza       | 11    | 1,20 / 100,00   | 0,27  |
|                         | Iniciativa Liberal             | 10    | 1,09 / 100,00   | Novo  |
|                         | CDS – Partido Popular          | 10    | 1,09 / 100,00   | 3,62  |
|                         | Bloco de Esquerda              | 9     | 0,98 / 100,00   | 11,90 |
|                         | Coligação Democrática Unitária | 7     | 0,76 / 100,00   | 1,19  |
| Votos Inválidos         | Votos Inválidos                | 31    | 3,37 / 100,00   | 2,91  |
| Total                   | Total                          | 920   | 100,00 / 100,00 |       |
| Eleitorado/Participação | Eleitorado/Participação        | 1 652 | 55,69 / 100,00  | 5,21  |

#### Boa Aldeia, Farminhão e Torredeita
| Partido                 | Partido                        | Votos | %               | +/-   |
| ----------------------- | ------------------------------ | ----- | --------------- | ----- |
|                         | Partido Social Democrata       | 751   | 47,80 / 100,00  | 11,47 |
|                         | Partido Socialista             | 586   | 37,30 / 100,00  | 0,79  |
|                         | CHEGA                          | 52    | 3,31 / 100,00   | Novo  |
|                         | Bloco de Esquerda              | 26    | 1,65 / 100,00   | 2,88  |
|                         | Coligação Democrática Unitária | 22    | 1,40 / 100,00   | 1,55  |
|                         | CDS – Partido Popular          | 21    | 1,34 / 100,00   | 9,72  |
|                         | Iniciativa Liberal             | 16    | 1,02 / 100,00   | Novo  |
|                         | Pessoas–Animais–Natureza       | 12    | 0,76 / 100,00   | 0,25  |
| Votos Inválidos         | Votos Inválidos                | 85    | 5,41 / 100,00   | 0,62  |
| Total                   | Total                          | 1 571 | 100,00 / 100,00 |       |
| Eleitorado/Participação | Eleitorado/Participação        | 2 287 | 68,69 / 100,00  | 4,20  |

#### Bodiosa
| Partido                 | Partido                        | Votos | %               | +/-  |
| ----------------------- | ------------------------------ | ----- | --------------- | ---- |
|                         | Partido Social Democrata       | 931   | 57,15 / 100,00  | 7,02 |
|                         | Partido Socialista             | 479   | 29,40 / 100,00  | 8,86 |
|                         | CHEGA                          | 65    | 3,99 / 100,00   | Novo |
|                         | Bloco de Esquerda              | 37    | 2,27 / 100,00   | 0,45 |
|                         | CDS – Partido Popular          | 17    | 1,04 / 100,00   | 2,65 |
|                         | Pessoas–Animais–Natureza       | 17    | 1,04 / 100,00   | 0,65 |
|                         | Iniciativa Liberal             | 16    | 0,98 / 100,00   | Novo |
|                         | Coligação Democrática Unitária | 12    | 0,74 / 100,00   | 1,25 |
| Votos Inválidos         | Votos Inválidos                | 55    | 3,37 / 100,00   | 1,83 |
| Total                   | Total                          | 1 629 | 100,00 / 100,00 |      |
| Eleitorado/Participação | Eleitorado/Participação        | 2 870 | 56,76 / 100,00  | 3,97 |

#### Calde
| Partido                 | Partido                        | Votos | %               | +/-   |
| ----------------------- | ------------------------------ | ----- | --------------- | ----- |
|                         | Partido Social Democrata       | 395   | 51,17 / 100,00  | 10,49 |
|                         | Partido Socialista             | 275   | 35,62 / 100,00  | 13,20 |
|                         | CHEGA                          | 29    | 3,76 / 100,00   | Novo  |
|                         | Bloco de Esquerda              | 15    | 1,94 / 100,00   | 0,28  |
|                         | CDS – Partido Popular          | 14    | 1,81 / 100,00   | 2,90  |
|                         | Iniciativa Liberal             | 7     | 0,91 / 100,00   | Novo  |
|                         | Pessoas–Animais–Natureza       | 7     | 0,91 / 100,00   | 1,00  |
|                         | Coligação Democrática Unitária | 5     | 0,65 / 100,00   | 2,92  |
| Votos Inválidos         | Votos Inválidos                | 25    | 3,24 / 100,00   | 0,83  |
| Total                   | Total                          | 772   | 100,00 / 100,00 |       |
| Eleitorado/Participação | Eleitorado/Participação        | 1 512 | 51,06 / 100,00  | 7,62  |

#### Campo
| Partido                 | Partido                        | Votos | %               | +/-  |
| ----------------------- | ------------------------------ | ----- | --------------- | ---- |
|                         | Partido Social Democrata       | 1 183 | 46,57 / 100,00  | 5,94 |
|                         | Partido Socialista             | 862   | 33,94 / 100,00  | 9,43 |
|                         | CHEGA                          | 134   | 5,28 / 100,00   | Novo |
|                         | Pessoas–Animais–Natureza       | 73    | 2,87 / 100,00   | 0,11 |
|                         | Bloco de Esquerda              | 65    | 2,56 / 100,00   | 1,74 |
|                         | Iniciativa Liberal             | 47    | 1,85 / 100,00   | Novo |
|                         | Coligação Democrática Unitária | 45    | 1,77 / 100,00   | 1,58 |
|                         | CDS – Partido Popular          | 33    | 1,30 / 100,00   | 5,22 |
| Votos Inválidos         | Votos Inválidos                | 98    | 3,85 / 100,00   | 2,18 |
| Total                   | Total                          | 2 540 | 100,00 / 100,00 |      |
| Eleitorado/Participação | Eleitorado/Participação        | 4 651 | 54,61 / 100,00  | 9,10 |

#### Cavernães
| Partido                 | Partido                        | Votos | %               | +/-   |
| ----------------------- | ------------------------------ | ----- | --------------- | ----- |
|                         | Partido Social Democrata       | 453   | 54,38 / 100,00  | 14,66 |
|                         | Partido Socialista             | 270   | 32,41 / 100,00  | 15,90 |
|                         | CHEGA                          | 28    | 3,36 / 100,00   | Novo  |
|                         | Iniciativa Liberal             | 15    | 1,80 / 100,00   | Novo  |
|                         | Pessoas–Animais–Natureza       | 13    | 1,56 / 100,00   | 0,23  |
|                         | Bloco de Esquerda              | 11    | 1,32 / 100,00   | 1,09  |
|                         | CDS – Partido Popular          | 9     | 1,08 / 100,00   | 2,53  |
|                         | Coligação Democrática Unitária | 1     | 0,12 / 100,00   | 2,29  |
| Votos Inválidos         | Votos Inválidos                | 33    | 3,96 / 100,00   | 0,74  |
| Total                   | Total                          | 833   | 100,00 / 100,00 |       |
| Eleitorado/Participação | Eleitorado/Participação        | 1 312 | 63,49 / 100,00  | 2,91  |

#### Cota
| Partido                 | Partido                        | Votos | %               | +/-  |
| ----------------------- | ------------------------------ | ----- | --------------- | ---- |
|                         | Partido Social Democrata       | 335   | 56,11 / 100,00  | 3,92 |
|                         | Partido Socialista             | 196   | 32,83 / 100,00  | 1,21 |
|                         | CHEGA                          | 11    | 1,84 / 100,00   | Novo |
|                         | Pessoas–Animais–Natureza       | 9     | 1,51 / 100,00   | 0,05 |
|                         | Iniciativa Liberal             | 8     | 1,34 / 100,00   | Novo |
|                         | CDS – Partido Popular          | 5     | 0,84 / 100,00   | 3,37 |
|                         | Coligação Democrática Unitária | 3     | 0,50 / 100,00   | 1,28 |
|                         | Bloco de Esquerda              | 2     | 0,34 / 100,00   | 0,63 |
| Votos Inválidos         | Votos Inválidos                | 28    | 4,69 / 100,00   | 0,66 |
| Total                   | Total                          | 597   | 100,00 / 100,00 |      |
| Eleitorado/Participação | Eleitorado/Participação        | 1 133 | 52,69 / 100,00  | 7,55 |

#### Coutos de Viseu
| Partido                 | Partido                        | Votos | %               | +/-  |
| ----------------------- | ------------------------------ | ----- | --------------- | ---- |
|                         | Partido Social Democrata       | 453   | 51,19 / 100,00  | 0,27 |
|                         | Partido Socialista             | 294   | 33,22 / 100,00  | 5,28 |
|                         | CHEGA                          | 43    | 4,86 / 100,00   | Novo |
|                         | Iniciativa Liberal             | 16    | 1,81 / 100,00   | Novo |
|                         | Bloco de Esquerda              | 15    | 1,69 / 100,00   | 0,04 |
|                         | Coligação Democrática Unitária | 14    | 1,58 / 100,00   | 3,85 |
|                         | CDS – Partido Popular          | 12    | 1,36 / 100,00   | 4,41 |
|                         | Pessoas–Animais–Natureza       | 8     | 0,90 / 100,00   | 1,29 |
| Votos Inválidos         | Votos Inválidos                | 30    | 3,39 / 100,00   | 2,62 |
| Total                   | Total                          | 885   | 100,00 / 100,00 |      |
| Eleitorado/Participação | Eleitorado/Participação        | 1 448 | 61,12 / 100,00  | 4,78 |

#### Fail e Vila Chã de Sá
| Partido                 | Partido                        | Votos | %               | +/-  |
| ----------------------- | ------------------------------ | ----- | --------------- | ---- |
|                         | Partido Social Democrata       | 614   | 42,26 / 100,00  | 8,53 |
|                         | Partido Socialista             | 551   | 37,92 / 100,00  | 3,74 |
|                         | CHEGA                          | 72    | 4,96 / 100,00   | Novo |
|                         | Iniciativa Liberal             | 70    | 4,82 / 100,00   | Novo |
|                         | CDS – Partido Popular          | 28    | 1,93 / 100,00   | 2,60 |
|                         | Bloco de Esquerda              | 27    | 1,86 / 100,00   | 0,82 |
|                         | Pessoas–Animais–Natureza       | 17    | 1,17 / 100,00   | 0,28 |
|                         | Coligação Democrática Unitária | 12    | 0,83 / 100,00   | 0,82 |
| Votos Inválidos         | Votos Inválidos                | 62    | 4,26 / 100,00   | 1,03 |
| Total                   | Total                          | 1 453 | 100,00 / 100,00 |      |
| Eleitorado/Participação | Eleitorado/Participação        | 2 440 | 59,55 / 100,00  | 1,39 |

#### Fragosela
| Partido                 | Partido                        | Votos | %               | +/-  |
| ----------------------- | ------------------------------ | ----- | --------------- | ---- |
|                         | Partido Social Democrata       | 721   | 47,91 / 100,00  | 1,20 |
|                         | Partido Socialista             | 570   | 37,87 / 100,00  | 5,70 |
|                         | CHEGA                          | 52    | 3,46 / 100,00   | Novo |
|                         | Bloco de Esquerda              | 33    | 2,19 / 100,00   | 1,17 |
|                         | Iniciativa Liberal             | 27    | 1,79 / 100,00   | Novo |
|                         | CDS – Partido Popular          | 21    | 1,40 / 100,00   | 5,25 |
|                         | Pessoas–Animais–Natureza       | 16    | 1,06 / 100,00   | 1,01 |
|                         | Coligação Democrática Unitária | 13    | 0,86 / 100,00   | 1,14 |
| Votos Inválidos         | Votos Inválidos                | 52    | 3,46 / 100,00   | 1,19 |
| Total                   | Total                          | 1 505 | 100,00 / 100,00 |      |
| Eleitorado/Participação | Eleitorado/Participação        | 2 339 | 64,34 / 100,00  | 5,29 |

#### Lordosa
| Partido                 | Partido                        | Votos | %               | +/-   |
| ----------------------- | ------------------------------ | ----- | --------------- | ----- |
|                         | Partido Social Democrata       | 426   | 44,75 / 100,00  | 17,03 |
|                         | Partido Socialista             | 388   | 40,76 / 100,00  | 19,56 |
|                         | CHEGA                          | 28    | 2,94 / 100,00   | Novo  |
|                         | Bloco de Esquerda              | 23    | 2,42 / 100,00   | 0,17  |
|                         | CDS – Partido Popular          | 16    | 1,68 / 100,00   | 3,39  |
|                         | Iniciativa Liberal             | 13    | 1,37 / 100,00   | Novo  |
|                         | Pessoas–Animais–Natureza       | 11    | 1,16 / 100,00   | 0,53  |
|                         | Coligação Democrática Unitária | 6     | 0,63 / 100,00   | 2,41  |
| Votos Inválidos         | Votos Inválidos                | 41    | 4,31 / 100,00   | 0,32  |
| Total                   | Total                          | 952   | 100,00 / 100,00 |       |
| Eleitorado/Participação | Eleitorado/Participação        | 1 902 | 50,05 / 100,00  | 8,97  |

#### Mundão
| Partido                 | Partido                        | Votos | %               | +/-   |
| ----------------------- | ------------------------------ | ----- | --------------- | ----- |
|                         | Partido Socialista             | 673   | 46,96 / 100,00  | 12,34 |
|                         | Partido Social Democrata       | 519   | 36,22 / 100,00  | 8,47  |
|                         | CHEGA                          | 40    | 2,79 / 100,00   | Novo  |
|                         | CDS – Partido Popular          | 34    | 2,37 / 100,00   | 1,17  |
|                         | Pessoas–Animais–Natureza       | 29    | 2,02 / 100,00   | 0,97  |
|                         | Iniciativa Liberal             | 28    | 1,95 / 100,00   | Novo  |
|                         | Bloco de Esquerda              | 26    | 1,81 / 100,00   | 1,57  |
|                         | Coligação Democrática Unitária | 22    | 1,54 / 100,00   | 2,47  |
| Votos Inválidos         | Votos Inválidos                | 62    | 4,33 / 100,00   | 2,43  |
| Total                   | Total                          | 1 433 | 100,00 / 100,00 |       |
| Eleitorado/Participação | Eleitorado/Participação        | 2 163 | 66,25 / 100,00  | 6,07  |

#### Orgens
| Partido                 | Partido                        | Votos | %               | +/-  |
| ----------------------- | ------------------------------ | ----- | --------------- | ---- |
|                         | Partido Social Democrata       | 925   | 44,34 / 100,00  | 0,47 |
|                         | Partido Socialista             | 736   | 35,28 / 100,00  | 5,21 |
|                         | CDS – Partido Popular          | 97    | 4,65 / 100,00   | 0,02 |
|                         | Bloco de Esquerda              | 65    | 3,12 / 100,00   | 2,87 |
|                         | CHEGA                          | 60    | 2,88 / 100,00   | Novo |
|                         | Iniciativa Liberal             | 45    | 2,16 / 100,00   | Novo |
|                         | Coligação Democrática Unitária | 41    | 1,97 / 100,00   | 2,70 |
|                         | Pessoas–Animais–Natureza       | 35    | 1,68 / 100,00   | 2,33 |
| Votos Inválidos         | Votos Inválidos                | 82    | 3,93 / 100,00   | 2,78 |
| Total                   | Total                          | 2 086 | 100,00 / 100,00 |      |
| Eleitorado/Participação | Eleitorado/Participação        | 3 294 | 63,33 / 100,00  | 9,19 |

#### Povolide
| Partido                 | Partido                        | Votos | %               | +/-  |
| ----------------------- | ------------------------------ | ----- | --------------- | ---- |
|                         | Partido Social Democrata       | 583   | 60,48 / 100,00  | 1,10 |
|                         | Partido Socialista             | 299   | 31,02 / 100,00  | 2,62 |
|                         | CHEGA                          | 16    | 1,66 / 100,00   | Novo |
|                         | Pessoas–Animais–Natureza       | 12    | 1,24 / 100,00   | 0,41 |
|                         | Iniciativa Liberal             | 10    | 1,04 / 100,00   | Novo |
|                         | Bloco de Esquerda              | 7     | 0,73 / 100,00   | 0,24 |
|                         | CDS – Partido Popular          | 7     | 0,73 / 100,00   | 2,48 |
|                         | Coligação Democrática Unitária | 4     | 0,41 / 100,00   | 0,85 |
| Votos Inválidos         | Votos Inválidos                | 26    | 2,70 / 100,00   | 0,22 |
| Total                   | Total                          | 964   | 100,00 / 100,00 |      |
| Eleitorado/Participação | Eleitorado/Participação        | 1 611 | 59,84 / 100,00  | 1,36 |

#### Ranhados
| Partido                 | Partido                        | Votos | %               | +/-   |
| ----------------------- | ------------------------------ | ----- | --------------- | ----- |
|                         | Partido Social Democrata       | 1 022 | 39,13 / 100,00  | 2,53  |
|                         | Partido Socialista             | 977   | 37,40 / 100,00  | 11,51 |
|                         | Bloco de Esquerda              | 118   | 4,52 / 100,00   | 3,42  |
|                         | Iniciativa Liberal             | 113   | 4,33 / 100,00   | Novo  |
|                         | CHEGA                          | 91    | 3,48 / 100,00   | Novo  |
|                         | CDS – Partido Popular          | 72    | 2,76 / 100,00   | 3,99  |
|                         | Pessoas–Animais–Natureza       | 56    | 2,14 / 100,00   | 1,21  |
|                         | Coligação Democrática Unitária | 55    | 2,11 / 100,00   | 3,32  |
| Votos Inválidos         | Votos Inválidos                | 108   | 4,13 / 100,00   | 4,85  |
| Total                   | Total                          | 2 612 | 100,00 / 100,00 |       |
| Eleitorado/Participação | Eleitorado/Participação        | 4 689 | 55,70 / 100,00  | 6,72  |

#### Repeses e São Salvador
| Partido                 | Partido                        | Votos | %               | +/-   |
| ----------------------- | ------------------------------ | ----- | --------------- | ----- |
|                         | Partido Socialista             | 1 288 | 39,58 / 100,00  | 12,07 |
|                         | Partido Social Democrata       | 1 237 | 38,01 / 100,00  | 4,59  |
|                         | CHEGA                          | 140   | 4,30 / 100,00   | Novo  |
|                         | Bloco de Esquerda              | 130   | 4,00 / 100,00   | 3,17  |
|                         | Iniciativa Liberal             | 94    | 2,89 / 100,00   | Novo  |
|                         | CDS – Partido Popular          | 76    | 2,34 / 100,00   | 3,94  |
|                         | Pessoas–Animais–Natureza       | 71    | 2,18 / 100,00   | 1,19  |
|                         | Coligação Democrática Unitária | 70    | 2,15 / 100,00   | 2,89  |
| Votos Inválidos         | Votos Inválidos                | 148   | 4,55 / 100,00   | 3,48  |
| Total                   | Total                          | 3 254 | 100,00 / 100,00 |       |
| Eleitorado/Participação | Eleitorado/Participação        | 5 337 | 60,97 / 100,00  | 6,23  |

#### Ribafeita
| Partido                 | Partido                        | Votos | %               | +/-  |
| ----------------------- | ------------------------------ | ----- | --------------- | ---- |
|                         | Partido Social Democrata       | 412   | 51,76 / 100,00  | 2,15 |
|                         | Partido Socialista             | 276   | 34,67 / 100,00  | 0,19 |
|                         | CHEGA                          | 49    | 6,16 / 100,00   | Novo |
|                         | Pessoas–Animais–Natureza       | 9     | 1,13 / 100,00   | 0,65 |
|                         | Iniciativa Liberal             | 8     | 1,01 / 100,00   | Novo |
|                         | Bloco de Esquerda              | 7     | 0,88 / 100,00   | 1,02 |
|                         | Coligação Democrática Unitária | 7     | 0,88 / 100,00   | 1,13 |
|                         | CDS – Partido Popular          | 6     | 0,75 / 100,00   | 1,74 |
| Votos Inválidos         | Votos Inválidos                | 22    | 2,76 / 100,00   | 0,67 |
| Total                   | Total                          | 796   | 100,00 / 100,00 |      |
| Eleitorado/Participação | Eleitorado/Participação        | 1 211 | 65,73 / 100,00  | 5,36 |

#### Rio de Loba
| Partido                 | Partido                        | Votos | %               | +/-   |
| ----------------------- | ------------------------------ | ----- | --------------- | ----- |
|                         | Partido Social Democrata       | 1 882 | 40,65 / 100,00  | 4,47  |
|                         | Partido Socialista             | 1 773 | 38,29 / 100,00  | 11,74 |
|                         | CHEGA                          | 193   | 4,17 / 100,00   | Novo  |
|                         | Bloco de Esquerda              | 168   | 3,63 / 100,00   | 3,50  |
|                         | Iniciativa Liberal             | 148   | 3,20 / 100,00   | Novo  |
|                         | CDS – Partido Popular          | 116   | 2,51 / 100,00   | 2,82  |
|                         | Pessoas–Animais–Natureza       | 100   | 2,16 / 100,00   | 1,14  |
|                         | Coligação Democrática Unitária | 80    | 1,73 / 100,00   | 3,20  |
| Votos Inválidos         | Votos Inválidos                | 170   | 3,67 / 100,00   | 3,96  |
| Total                   | Total                          | 4 630 | 100,00 / 100,00 |       |
| Eleitorado/Participação | Eleitorado/Participação        | 8 379 | 55,26 / 100,00  | 6,75  |

#### Santos Evos
| Partido                 | Partido                        | Votos | %               | +/-   |
| ----------------------- | ------------------------------ | ----- | --------------- | ----- |
|                         | Partido Social Democrata       | 537   | 53,17 / 100,00  | 5,47  |
|                         | Partido Socialista             | 344   | 34,06 / 100,00  | 5,57  |
|                         | CHEGA                          | 28    | 2,77 / 100,00   | Novo  |
|                         | Iniciativa Liberal             | 21    | 2,08 / 100,00   | Novo  |
|                         | Pessoas–Animais–Natureza       | 19    | 1,88 / 100,00   | 0,34  |
|                         | Bloco de Esquerda              | 13    | 1,29 / 100,00   | 0,14  |
|                         | CDS – Partido Popular          | 10    | 0,99 / 100,00   | 3,30  |
|                         | Coligação Democrática Unitária | 3     | 0,30 / 100,00   | 2,01  |
| Votos Inválidos         | Votos Inválidos                | 35    | 3,47 / 100,00   | 0,17  |
| Total                   | Total                          | 1 010 | 100,00 / 100,00 |       |
| Eleitorado/Participação | Eleitorado/Participação        | 1 450 | 69,66 / 100,00  | 10,09 |

#### São Cipriano e Vil de Souto
| Partido                 | Partido                        | Votos | %               | +/-   |
| ----------------------- | ------------------------------ | ----- | --------------- | ----- |
|                         | Partido Social Democrata       | 645   | 53,31 / 100,00  | 6,41  |
|                         | Partido Socialista             | 386   | 31,90 / 100,00  | 14,60 |
|                         | CHEGA                          | 40    | 3,31 / 100,00   | Novo  |
|                         | Bloco de Esquerda              | 24    | 1,98 / 100,00   | 2,28  |
|                         | Pessoas–Animais–Natureza       | 21    | 1,74 / 100,00   | 0,14  |
|                         | Coligação Democrática Unitária | 19    | 1,57 / 100,00   | 2,69  |
|                         | CDS – Partido Popular          | 18    | 1,49 / 100,00   | 4,63  |
|                         | Iniciativa Liberal             | 10    | 0,83 / 100,00   | Novo  |
| Votos Inválidos         | Votos Inválidos                | 47    | 3,88 / 100,00   | 2,86  |
| Total                   | Total                          | 1 210 | 100,00 / 100,00 |       |
| Eleitorado/Participação | Eleitorado/Participação        | 1 733 | 69,82 / 100,00  | 7,24  |

#### São João de Lourosa
| Partido                 | Partido                        | Votos | %               | +/-  |
| ----------------------- | ------------------------------ | ----- | --------------- | ---- |
|                         | Partido Social Democrata       | 1 167 | 47,50 / 100,00  | 2,36 |
|                         | Partido Socialista             | 826   | 33,62 / 100,00  | 0,63 |
|                         | CHEGA                          | 138   | 5,62 / 100,00   | Novo |
|                         | Iniciativa Liberal             | 65    | 2,65 / 100,00   | Novo |
|                         | Bloco de Esquerda              | 61    | 2,48 / 100,00   | 1,78 |
|                         | CDS – Partido Popular          | 50    | 2,04 / 100,00   | 4,70 |
|                         | Coligação Democrática Unitária | 40    | 1,63 / 100,00   | 2,18 |
|                         | Pessoas–Animais–Natureza       | 26    | 1,06 / 100,00   | 1,38 |
| Votos Inválidos         | Votos Inválidos                | 84    | 3,42 / 100,00   | 1,19 |
| Total                   | Total                          | 2 457 | 100,00 / 100,00 |      |
| Eleitorado/Participação | Eleitorado/Participação        | 4 199 | 58,51 / 100,00  | 5,43 |

#### São Pedro de France
| Partido                 | Partido                        | Votos | %               | +/-   |
| ----------------------- | ------------------------------ | ----- | --------------- | ----- |
|                         | Partido Social Democrata       | 389   | 50,72 / 100,00  | 2,74  |
|                         | Partido Socialista             | 258   | 33,64 / 100,00  | 11,03 |
|                         | CDS – Partido Popular          | 38    | 4,95 / 100,00   | 9,30  |
|                         | CHEGA                          | 25    | 3,26 / 100,00   | Novo  |
|                         | Iniciativa Liberal             | 12    | 1,56 / 100,00   | Novo  |
|                         | Coligação Democrática Unitária | 9     | 1,17 / 100,00   | 0,53  |
|                         | Bloco de Esquerda              | 7     | 0,91 / 100,00   | 0,01  |
|                         | Pessoas–Animais–Natureza       | 7     | 0,91 / 100,00   | 0,27  |
| Votos Inválidos         | Votos Inválidos                | 22    | 2,87 / 100,00   | 3,01  |
| Total                   | Total                          | 767   | 100,00 / 100,00 |       |
| Eleitorado/Participação | Eleitorado/Participação        | 1 195 | 64,18 / 100,00  | 6,92  |

#### Silgueiros
| Partido                 | Partido                        | Votos | %               | +/-  |
| ----------------------- | ------------------------------ | ----- | --------------- | ---- |
|                         | Partido Social Democrata       | 835   | 48,89 / 100,00  | 8,26 |
|                         | Partido Socialista             | 630   | 36,89 / 100,00  | 5,84 |
|                         | CHEGA                          | 69    | 4,04 / 100,00   | Novo |
|                         | CDS – Partido Popular          | 43    | 2,52 / 100,00   | 2,57 |
|                         | Bloco de Esquerda              | 24    | 1,41 / 100,00   | 0,75 |
|                         | Iniciativa Liberal             | 13    | 0,76 / 100,00   | Novo |
|                         | Pessoas–Animais–Natureza       | 11    | 0,64 / 100,00   | 0,85 |
|                         | Coligação Democrática Unitária | 11    | 0,64 / 100,00   | 1,02 |
| Votos Inválidos         | Votos Inválidos                | 72    | 4,21 / 100,00   | 1,04 |
| Total                   | Total                          | 1 708 | 100,00 / 100,00 |      |
| Eleitorado/Participação | Eleitorado/Participação        | 3 121 | 54,73 / 100,00  | 1,03 |

#### Viseu
| Partido                 | Partido                        | Votos  | %               | +/-  |
| ----------------------- | ------------------------------ | ------ | --------------- | ---- |
|                         | Partido Social Democrata       | 4 516  | 38,90 / 100,00  | 2,54 |
|                         | Partido Socialista             | 4 140  | 35,67 / 100,00  | 9,66 |
|                         | Bloco de Esquerda              | 577    | 4,97 / 100,00   | 3,87 |
|                         | Iniciativa Liberal             | 466    | 4,01 / 100,00   | Novo |
|                         | CHEGA                          | 431    | 3,71 / 100,00   | Novo |
|                         | CDS – Partido Popular          | 381    | 3,28 / 100,00   | 3,20 |
|                         | Coligação Democrática Unitária | 335    | 2,89 / 100,00   | 3,31 |
|                         | Pessoas–Animais–Natureza       | 280    | 2,41 / 100,00   | 1,56 |
| Votos Inválidos         | Votos Inválidos                | 482    | 4,15 / 100,00   | 2,91 |
| Total                   | Total                          | 11 608 | 100,00 / 100,00 |      |
| Eleitorado/Participação | Eleitorado/Participação        | 22 852 | 50,80 / 100,00  | 5,13 |

### Juntas de Freguesia

#### Abraveses
| Partido                 | Partido                        | Votos | %               | +/-  | Mandatos | +/-     |
| ----------------------- | ------------------------------ | ----- | --------------- | ---- | -------- | ------- |
|                         | Partido Social Democrata       | 2 016 | 50,48 / 100,00  | 1,43 | 8 / 13   | Estável |
|                         | Partido Socialista             | 1 163 | 29,12 / 100,00  | 3,82 | 5 / 13   | 1       |
|                         | Bloco de Esquerda              | 169   | 4,23 / 100,00   | 2,87 | 0 / 13   | 1       |
|                         | CHEGA                          | 157   | 3,93 / 100,00   | Novo | 0 / 13   | Novo    |
|                         | Iniciativa Liberal             | 121   | 3,03 / 100,00   | Novo | 0 / 13   | Novo    |
|                         | Coligação Democrática Unitária | 89    | 2,23 / 100,00   | 2,66 | 0 / 13   | Estável |
|                         | CDS – Partido Popular          | 60    | 1,50 / 100,00   | 2,76 | 0 / 13   | Estável |
| Votos Inválidos         | Votos Inválidos                | 219   | 5,48 / 100,00   | 1,05 |          |         |
| Total                   | Total                          | 3 994 | 100,00 / 100,00 |      | 13 / 13  |         |
| Eleitorado/Participação | Eleitorado/Participação        | 7 664 | 52,11 / 100,00  | 5,44 |          |         |

#### Barreiros e Cepões
| Partido                 | Partido                        | Votos | %               | +/-   | Mandatos | +/-     |
| ----------------------- | ------------------------------ | ----- | --------------- | ----- | -------- | ------- |
|                         | Partido Social Democrata       | 582   | 63,26 / 100,00  | 24,66 | 6 / 9    | 2       |
|                         | Partido Socialista             | 297   | 32,28 / 100,00  | 1,84  | 3 / 9    | Estável |
|                         | Coligação Democrática Unitária | 4     | 0,43 / 100,00   | 2,19  | 0 / 9    | Estável |
| Votos Inválidos         | Votos Inválidos                | 37    | 4,02 / 100,00   | 1,11  |          |         |
| Total                   | Total                          | 920   | 100,00 / 100,00 |       | 9 / 9    |         |
| Eleitorado/Participação | Eleitorado/Participação        | 1 652 | 55,69 / 100,00  | 5,16  |          |         |

#### Boa Aldeia, Farminhão e Torredeita
| Partido                 | Partido                         | Votos | %               | +/-   | Mandatos | +/-     |
| ----------------------- | ------------------------------- | ----- | --------------- | ----- | -------- | ------- |
|                         | Partido Social Democrata        | 646   | 41,12 / 100,00  | 8,81  | 4 / 9    | 1       |
|                         | Partido Socialista              | 448   | 28,52 / 100,00  | 12,21 | 3 / 9    | 1       |
|                         | Cidadãos Independentes e Unidos | 401   | 25,53 / 100,00  | Novo  | 2 / 9    | Novo    |
|                         | Coligação Democrática Unitária  | 12    | 0,76 / 100,00   | 0,25  | 0 / 9    | Estável |
| Votos Inválidos         | Votos Inválidos                 | 64    | 4,07 / 100,00   | 1,08  |          |         |
| Total                   | Total                           | 1 571 | 100,00 / 100,00 |       | 9 / 9    |         |
| Eleitorado/Participação | Eleitorado/Participação         | 2 287 | 68,69 / 100,00  | 4,20  |          |         |

#### Bodiosa
| Partido                 | Partido                  | Votos | %               | +/-  | Mandatos | +/- |
| ----------------------- | ------------------------ | ----- | --------------- | ---- | -------- | --- |
|                         | Partido Social Democrata | 1 020 | 62,62 / 100,00  | 5,30 | 6 / 9    | 1   |
|                         | Partido Socialista       | 536   | 32,90 / 100,00  | 8,73 | 3 / 9    | 1   |
| Votos Inválidos         | Votos Inválidos          | 73    | 4,48 / 100,00   | 0,47 |          |     |
| Total                   | Total                    | 1 629 | 100,00 / 100,00 |      | 9 / 9    |     |
| Eleitorado/Participação | Eleitorado/Participação  | 2 870 | 56,76 / 100,00  | 3,97 |          |     |

#### Calde
| Partido                 | Partido                        | Votos | %               | +/-   | Mandatos | +/-     |
| ----------------------- | ------------------------------ | ----- | --------------- | ----- | -------- | ------- |
|                         | Partido Social Democrata       | 461   | 59,72 / 100,00  | 6,14  | 6 / 9    | 1       |
|                         | Partido Socialista             | 259   | 33,55 / 100,00  | 12,02 | 3 / 9    | 1       |
|                         | CDS – Partido Popular          | 18    | 2,33 / 100,00   | 4,55  | 0 / 9    | Estável |
|                         | Coligação Democrática Unitária | 7     | 0,91 / 100,00   | 2,27  | 0 / 9    | Estável |
| Votos Inválidos         | Votos Inválidos                | 27    | 3,50 / 100,00   | 0,95  |          |         |
| Total                   | Total                          | 772   | 100,00 / 100,00 |       | 9 / 9    |         |
| Eleitorado/Participação | Eleitorado/Participação        | 1 512 | 51,06 / 100,00  | 7,62  |          |         |

#### Campo
| Partido                 | Partido                        | Votos | %               | +/-   | Mandatos | +/-     |
| ----------------------- | ------------------------------ | ----- | --------------- | ----- | -------- | ------- |
|                         | Partido Social Democrata       | 1 285 | 50,59 / 100,00  | 14,48 | 5 / 9    | 2       |
|                         | Partido Socialista             | 796   | 31,34 / 100,00  | 12,81 | 3 / 9    | 1       |
|                         | As Pessoas Primeiro            | 253   | 9,96 / 100,00   | Novo  | 1 / 9    | Novo    |
|                         | Iniciativa Liberal             | 58    | 2,28 / 100,00   | Novo  | 0 / 9    | Novo    |
|                         | Coligação Democrática Unitária | 42    | 1,65 / 100,00   | 1,34  | 0 / 9    | Estável |
| Votos Inválidos         | Votos Inválidos                | 106   | 4,17 / 100,00   | 1,45  |          |         |
| Total                   | Total                          | 2 540 | 100,00 / 100,00 |       | 9 / 9    |         |
| Eleitorado/Participação | Eleitorado/Participação        | 4 651 | 54,61 / 100,00  | 9,10  |          |         |

#### Cavernães
| Partido                 | Partido                  | Votos | %               | +/-   | Mandatos | +/- |
| ----------------------- | ------------------------ | ----- | --------------- | ----- | -------- | --- |
|                         | Partido Social Democrata | 550   | 66,03 / 100,00  | 10,24 | 6 / 9    | 2   |
|                         | Partido Socialista       | 236   | 28,33 / 100,00  | 10,98 | 3 / 9    | 2   |
| Votos Inválidos         | Votos Inválidos          | 47    | 5,64 / 100,00   | 1,66  |          |     |
| Total                   | Total                    | 833   | 100,00 / 100,00 |       | 9 / 9    |     |
| Eleitorado/Participação | Eleitorado/Participação  | 1 312 | 63,49 / 100,00  | 2,91  |          |     |

#### Cota
| Partido                 | Partido                  | Votos | %               | +/-  | Mandatos | +/- |
| ----------------------- | ------------------------ | ----- | --------------- | ---- | -------- | --- |
|                         | Partido Social Democrata | 383   | 64,15 / 100,00  | 9,53 | 6 / 9    | 1   |
|                         | Partido Socialista       | 196   | 32,83 / 100,00  | 5,74 | 3 / 9    | 1   |
| Votos Inválidos         | Votos Inválidos          | 18    | 3,02 / 100,00   | 2,00 |          |     |
| Total                   | Total                    | 597   | 100,00 / 100,00 |      | 9 / 9    |     |
| Eleitorado/Participação | Eleitorado/Participação  | 1 133 | 52,69 / 100,00  | 7,55 |          |     |

#### Coutos de Viseu
| Partido                 | Partido                        | Votos | %               | +/-  | Mandatos | +/-     |
| ----------------------- | ------------------------------ | ----- | --------------- | ---- | -------- | ------- |
|                         | Partido Social Democrata       | 494   | 55,82 / 100,00  | 1,39 | 5 / 9    | 1       |
|                         | Partido Socialista             | 331   | 37,40 / 100,00  | 8,22 | 4 / 9    | 1       |
|                         | Coligação Democrática Unitária | 23    | 2,60 / 100,00   | 0,05 | 0 / 9    | Estável |
| Votos Inválidos         | Votos Inválidos                | 37    | 4,18 / 100,00   | 0,14 |          |         |
| Total                   | Total                          | 885   | 100,00 / 100,00 |      | 9 / 9    |         |
| Eleitorado/Participação | Eleitorado/Participação        | 1 448 | 61,12 / 100,00  | 4,71 |          |         |

#### Fail e Vila Chã de Sá
| Partido                 | Partido                        | Votos | %               | +/-  | Mandatos | +/-     |
| ----------------------- | ------------------------------ | ----- | --------------- | ---- | -------- | ------- |
|                         | Partido Social Democrata       | 703   | 48,38 / 100,00  | 5,70 | 5 / 9    | Estável |
|                         | Partido Socialista             | 493   | 33,93 / 100,00  | 1,14 | 4 / 9    | Estável |
|                         | Iniciativa Liberal             | 103   | 7,09 / 100,00   | Novo | 0 / 9    | Novo    |
|                         | CDS – Partido Popular          | 54    | 3,72 / 100,00   | 0,67 | 0 / 9    | Estável |
|                         | Coligação Democrática Unitária | 10    | 0,69 / 100,00   | 1,44 | 0 / 9    | Estável |
| Votos Inválidos         | Votos Inválidos                | 90    | 6,20 / 100,00   | 1,88 |          |         |
| Total                   | Total                          | 1 453 | 100,00 / 100,00 |      | 9 / 9    |         |
| Eleitorado/Participação | Eleitorado/Participação        | 2 440 | 59,55 / 100,00  | 1,39 |          |         |

#### Fragosela
| Partido                 | Partido                  | Votos | %               | +/-  | Mandatos | +/-     |
| ----------------------- | ------------------------ | ----- | --------------- | ---- | -------- | ------- |
|                         | Partido Social Democrata | 844   | 56,08 / 100,00  | 8,44 | 5 / 9    | Estável |
|                         | Partido Socialista       | 584   | 38,80 / 100,00  | 0,87 | 4 / 9    | Estável |
| Votos Inválidos         | Votos Inválidos          | 77    | 5,12 / 100,00   | 0,66 |          |         |
| Total                   | Total                    | 1 505 | 100,00 / 100,00 |      | 9 / 9    |         |
| Eleitorado/Participação | Eleitorado/Participação  | 2 339 | 64,34 / 100,00  | 5,24 |          |         |

#### Lordosa
| Partido                 | Partido                  | Votos | %               | +/-   | Mandatos | +/- |
| ----------------------- | ------------------------ | ----- | --------------- | ----- | -------- | --- |
|                         | Partido Socialista       | 469   | 49,26 / 100,00  | 27,39 | 5 / 9    | 2   |
|                         | Partido Social Democrata | 435   | 45,69 / 100,00  | 25,56 | 4 / 9    | 2   |
| Votos Inválidos         | Votos Inválidos          | 48    | 5,04 / 100,00   | 0,30  |          |     |
| Total                   | Total                    | 952   | 100,00 / 100,00 |       | 9 / 9    |     |
| Eleitorado/Participação | Eleitorado/Participação  | 1 902 | 50,05 / 100,00  | 8,97  |          |     |

#### Mundão
| Partido                 | Partido                        | Votos | %               | +/-  | Mandatos | +/-     |
| ----------------------- | ------------------------------ | ----- | --------------- | ---- | -------- | ------- |
|                         | Partido Socialista             | 683   | 47,66 / 100,00  | 4,62 | 5 / 9    | 1       |
|                         | Partido Social Democrata       | 622   | 43,41 / 100,00  | 2,54 | 4 / 9    | 1       |
|                         | CDS – Partido Popular          | 35    | 2,44 / 100,00   | -    | 0 / 9    | -       |
|                         | Coligação Democrática Unitária | 19    | 1,33 / 100,00   | 2,29 | 0 / 9    | Estável |
| Votos Inválidos         | Votos Inválidos                | 74    | 5,17 / 100,00   | 2,23 |          |         |
| Total                   | Total                          | 1 433 | 100,00 / 100,00 |      | 9 / 9    |         |
| Eleitorado/Participação | Eleitorado/Participação        | 2 163 | 66,25 / 100,00  | 6,07 |          |         |

#### Orgens
| Partido                 | Partido                                         | Votos | %               | +/-   | Mandatos | +/-     |
| ----------------------- | ----------------------------------------------- | ----- | --------------- | ----- | -------- | ------- |
|                         | Partido Social Democrata                        | 861   | 41,28 / 100,00  | 10,22 | 4 / 9    | 1       |
|                         | Partido Socialista                              | 564   | 27,04 / 100,00  | 0,71  | 3 / 9    | Estável |
|                         | Movimento Independente pela Freguesia de Orgens | 351   | 16,83 / 100,00  | 14,34 | 1 / 9    | 2       |
|                         | CDS – Partido Popular                           | 188   | 9,01 / 100,00   | 5,77  | 1 / 9    | 1       |
|                         | Coligação Democrática Unitária                  | 37    | 1,77 / 100,00   | 0,81  | 0 / 9    | Estável |
| Votos Inválidos         | Votos Inválidos                                 | 85    | 4,08 / 100,00   | 1,53  |          |         |
| Total                   | Total                                           | 2 086 | 100,00 / 100,00 |       | 9 / 9    |         |
| Eleitorado/Participação | Eleitorado/Participação                         | 3 294 | 63,33 / 100,00  | 9,19  |          |         |

#### Povolide
| Partido                 | Partido                  | Votos | %               | +/-  | Mandatos | +/-     |
| ----------------------- | ------------------------ | ----- | --------------- | ---- | -------- | ------- |
|                         | Partido Social Democrata | 604   | 62,66 / 100,00  | 0,38 | 6 / 9    | Estável |
|                         | Partido Socialista       | 329   | 34,13 / 100,00  | 0,47 | 3 / 9    | Estável |
| Votos Inválidos         | Votos Inválidos          | 31    | 3,22 / 100,00   | 0,79 |          |         |
| Total                   | Total                    | 964   | 100,00 / 100,00 |      | 9 / 9    |         |
| Eleitorado/Participação | Eleitorado/Participação  | 1 611 | 59,84 / 100,00  | 1,36 |          |         |

#### Ranhados
| Partido                 | Partido                        | Votos | %               | +/-   | Mandatos | +/-     |
| ----------------------- | ------------------------------ | ----- | --------------- | ----- | -------- | ------- |
|                         | Partido Social Democrata       | 1 119 | 42,82 / 100,00  | 1,18  | 5 / 9    | Estável |
|                         | Partido Socialista             | 993   | 38,00 / 100,00  | 14,44 | 4 / 9    | 1       |
|                         | Bloco de Esquerda              | 139   | 5,32 / 100,00   | 3,08  | 0 / 9    | 1       |
|                         | Iniciativa Liberal             | 107   | 4,09 / 100,00   | Novo  | 0 / 9    | Novo    |
|                         | CDS – Partido Popular          | 76    | 2,91 / 100,00   | 4,69  | 0 / 9    | Estável |
|                         | Coligação Democrática Unitária | 43    | 1,65 / 100,00   | 4,02  | 0 / 9    | Estável |
| Votos Inválidos         | Votos Inválidos                | 136   | 5,20 / 100,00   | 5,47  |          |         |
| Total                   | Total                          | 2 613 | 100,00 / 100,00 |       | 9 / 9    |         |
| Eleitorado/Participação | Eleitorado/Participação        | 4 689 | 55,73 / 100,00  | 6,72  |          |         |

#### Repeses e São Salvador
| Partido                 | Partido                        | Votos | %               | +/-   | Mandatos | +/-     |
| ----------------------- | ------------------------------ | ----- | --------------- | ----- | -------- | ------- |
|                         | Partido Socialista             | 1 360 | 41,81 / 100,00  | 14,16 | 7 / 13   | 3       |
|                         | Partido Social Democrata       | 1 322 | 40,64 / 100,00  | 6,82  | 6 / 13   | 1       |
|                         | Bloco de Esquerda              | 121   | 3,72 / 100,00   | 2,42  | 0 / 13   | 1       |
|                         | CDS – Partido Popular          | 103   | 3,17 / 100,00   | 3,79  | 0 / 13   | 1       |
|                         | Iniciativa Liberal             | 98    | 3,01 / 100,00   | Novo  | 0 / 13   | Novo    |
|                         | Coligação Democrática Unitária | 61    | 1,88 / 100,00   | 1,63  | 0 / 13   | Estável |
| Votos Inválidos         | Votos Inválidos                | 188   | 5,78 / 100,00   | 2,49  |          |         |
| Total                   | Total                          | 3 253 | 100,00 / 100,00 |       | 13 / 13  |         |
| Eleitorado/Participação | Eleitorado/Participação        | 5 337 | 60,95 / 100,00  | 6,21  |          |         |

#### Ribafeita
| Partido                 | Partido                        | Votos | %               | +/-  | Mandatos | +/-     |
| ----------------------- | ------------------------------ | ----- | --------------- | ---- | -------- | ------- |
|                         | Partido Social Democrata       | 402   | 50,50 / 100,00  | 1,75 | 5 / 9    | Estável |
|                         | Partido Socialista             | 313   | 39,32 / 100,00  | 6,23 | 4 / 9    | Estável |
|                         | CHEGA                          | 57    | 7,16 / 100,00   | Novo | 0 / 9    | Novo    |
|                         | Coligação Democrática Unitária | 3     | 0,38 / 100,00   | 0,80 | 0 / 9    | Estável |
| Votos Inválidos         | Votos Inválidos                | 21    | 2,64 / 100,00   | 0,63 |          |         |
| Total                   | Total                          | 796   | 100,00 / 100,00 |      | 9 / 9    |         |
| Eleitorado/Participação | Eleitorado/Participação        | 1 211 | 65,73 / 100,00  | 3,36 |          |         |

#### Rio de Loba
| Partido                 | Partido                        | Votos | %               | +/-   | Mandatos | +/-     |
| ----------------------- | ------------------------------ | ----- | --------------- | ----- | -------- | ------- |
|                         | Partido Socialista             | 1 974 | 42,63 / 100,00  | 15,10 | 7 / 13   | 3       |
|                         | Partido Social Democrata       | 1 852 | 40,00 / 100,00  | 7,37  | 6 / 13   | 2       |
|                         | Bloco de Esquerda              | 159   | 3,43 / 100,00   | 2,95  | 0 / 13   | 1       |
|                         | CHEGA                          | 156   | 3,37 / 100,00   | Novo  | 0 / 13   | Novo    |
|                         | Iniciativa Liberal             | 127   | 2,74 / 100,00   | Novo  | 0 / 13   | Novo    |
|                         | CDS – Partido Popular          | 112   | 2,42 / 100,00   | 3,34  | 0 / 13   | Estável |
|                         | Coligação Democrática Unitária | 53    | 1,14 / 100,00   | 3,41  | 0 / 13   | Estável |
| Votos Inválidos         | Votos Inválidos                | 197   | 4,25 / 100,00   | 4,15  |          |         |
| Total                   | Total                          | 4 630 | 100,00 / 100,00 |       | 13 / 13  |         |
| Eleitorado/Participação | Eleitorado/Participação        | 8 379 | 55,26 / 100,00  | 6,75  |          |         |

#### Santos Evos
| Partido                 | Partido                        | Votos | %               | +/-   | Mandatos | +/-     |
| ----------------------- | ------------------------------ | ----- | --------------- | ----- | -------- | ------- |
|                         | Partido Social Democrata       | 489   | 48,42 / 100,00  | 13,41 | 5 / 9    | 1       |
|                         | Santos Evos Independente       | 305   | 30,20 / 100,00  | Novo  | 3 / 9    | Novo    |
|                         | Partido Socialista             | 185   | 18,32 / 100,00  | 11,71 | 1 / 9    | 2       |
|                         | Coligação Democrática Unitária | 7     | 0,69 / 100,00   | 0,52  | 0 / 9    | Estável |
| Votos Inválidos         | Votos Inválidos                | 24    | 2,38 / 100,00   | 1,25  |          |         |
| Total                   | Total                          | 1 010 | 100,00 / 100,00 |       | 9 / 9    |         |
| Eleitorado/Participação | Eleitorado/Participação        | 1 450 | 69,66 / 100,00  | 10,09 |          |         |

#### São Cipriano e Vil de Souto
| Partido                 | Partido                        | Votos | %               | +/-   | Mandatos | +/-     |
| ----------------------- | ------------------------------ | ----- | --------------- | ----- | -------- | ------- |
|                         | Partido Social Democrata       | 734   | 60,66 / 100,00  | 8,82  | 6 / 9    | 2       |
|                         | Partido Socialista             | 392   | 32,40 / 100,00  | 18,29 | 3 / 9    | 2       |
|                         | Coligação Democrática Unitária | 32    | 2,64 / 100,00   | 2,24  | 0 / 9    | Estável |
| Votos Inválidos         | Votos Inválidos                | 52    | 4,29 / 100,00   | 1,75  |          |         |
| Total                   | Total                          | 1 210 | 100,00 / 100,00 |       | 9 / 9    |         |
| Eleitorado/Participação | Eleitorado/Participação        | 1 733 | 69,82 / 100,00  | 7,24  |          |         |

#### São João de Lourosa
| Partido                 | Partido                        | Votos | %               | +/-  | Mandatos | +/-     |
| ----------------------- | ------------------------------ | ----- | --------------- | ---- | -------- | ------- |
|                         | Partido Social Democrata       | 1 261 | 51,32 / 100,00  | 9,72 | 6 / 9    | 2       |
|                         | Partido Socialista             | 820   | 33,37 / 100,00  | 8,98 | 3 / 9    | 2       |
|                         | CDS – Partido Popular          | 90    | 3,66 / 100,00   | 2,99 | 0 / 9    | Estável |
|                         | Iniciativa Liberal             | 85    | 3,46 / 100,00   | Novo | 0 / 9    | Novo    |
|                         | Bloco de Esquerda              | 72    | 2,93 / 100,00   | -    | 0 / 9    | -       |
|                         | Coligação Democrática Unitária | 27    | 1,10 / 100,00   | 2,54 | 0 / 9    | Estável |
| Votos Inválidos         | Votos Inválidos                | 102   | 4,15 / 100,00   | 1,61 |          |         |
| Total                   | Total                          | 2 457 | 100,00 / 100,00 |      | 9 / 9    |         |
| Eleitorado/Participação | Eleitorado/Participação        | 4 199 | 58,51 / 100,00  | 5,43 |          |         |

#### São Pedro de France
| Partido                 | Partido                        | Votos | %               | +/-   | Mandatos | +/-     |
| ----------------------- | ------------------------------ | ----- | --------------- | ----- | -------- | ------- |
|                         | Partido Social Democrata       | 421   | 54,89 / 100,00  | 1,30  | 5 / 9    | Estável |
|                         | Partido Socialista             | 232   | 30,25 / 100,00  | 10,64 | 3 / 9    | 1       |
|                         | CDS – Partido Popular          | 74    | 9,65 / 100,00   | 9,96  | 1 / 9    | 1       |
|                         | Coligação Democrática Unitária | 11    | 1,43 / 100,00   | 0,01  | 0 / 9    | Estável |
| Votos Inválidos         | Votos Inválidos                | 29    | 3,78 / 100,00   | 1,97  |          |         |
| Total                   | Total                          | 767   | 100,00 / 100,00 |       | 9 / 9    |         |
| Eleitorado/Participação | Eleitorado/Participação        | 1 195 | 64,18 / 100,00  | 6,92  |          |         |

#### Silgueiros
| Partido                 | Partido                  | Votos | %               | +/-   | Mandatos | +/-     |
| ----------------------- | ------------------------ | ----- | --------------- | ----- | -------- | ------- |
|                         | Partido Social Democrata | 817   | 47,83 / 100,00  | 15,10 | 5 / 9    | 2       |
|                         | Partido Socialista       | 751   | 43,97 / 100,00  | 14,35 | 4 / 9    | 2       |
|                         | CDS – Partido Popular    | 59    | 3,45 / 100,00   | 0,09  | 0 / 9    | Estável |
|                         | Iniciativa Liberal       | 24    | 1,41 / 100,00   | Novo  | 0 / 9    | Novo    |
| Votos Inválidos         | Votos Inválidos          | 57    | 3,34 / 100,00   | 0,92  |          |         |
| Total                   | Total                    | 1 708 | 100,00 / 100,00 |       | 9 / 9    |         |
| Eleitorado/Participação | Eleitorado/Participação  | 3 121 | 54,73 / 100,00  | 1,03  |          |         |

#### Viseu
| Partido                 | Partido                        | Votos  | %               | +/-  | Mandatos | +/-     |
| ----------------------- | ------------------------------ | ------ | --------------- | ---- | -------- | ------- |
|                         | Partido Social Democrata       | 4 867  | 41,96 / 100,00  | 2,69 | 10 / 19  | Estável |
|                         | Partido Socialista             | 4 117  | 35,49 / 100,00  | 8,82 | 8 / 19   | 2       |
|                         | Bloco de Esquerda              | 524    | 4,52 / 100,00   | 3,99 | 1 / 19   | Estável |
|                         | CHEGA                          | 417    | 3,60 / 100,00   | Novo | 0 / 19   | Novo    |
|                         | CDS – Partido Popular          | 414    | 3,57 / 100,00   | 2,99 | 0 / 19   | 1       |
|                         | Iniciativa Liberal             | 407    | 3,51 / 100,00   | Novo | 0 / 19   | Novo    |
|                         | Coligação Democrática Unitária | 264    | 2,28 / 100,00   | 3,18 | 0 / 19   | 1       |
| Votos Inválidos         | Votos Inválidos                | 589    | 5,08 / 100,00   | 3,06 |          |         |
| Total                   | Total                          | 11 599 | 100,00 / 100,00 |      | 19 / 19  |         |
| Eleitorado/Participação | Eleitorado/Participação        | 22 852 | 50,76 / 100,00  | 5,07 |          |         |

| Freguesia                          | 2017-2021 | 2017-2021                | 2017-2021      | 2021-2025 | 2021-2025                | 2021-2025      |
| ---------------------------------- | --------- | ------------------------ | -------------- | --------- | ------------------------ | -------------- |
| Abraveses                          |           | Partido Social Democrata | 51,91 / 100,00 |           | Partido Social Democrata | 50,48 / 100,00 |
| Barreiros e Cepões                 |           | Partido Social Democrata | 38,60 / 100,00 |           | Partido Social Democrata | 63,26 / 100,00 |
| Boa Aldeia, Farminhão e Torredeita |           | Partido Socialista       | 40,73 / 100,00 |           | Partido Social Democrata | 41,12 / 100,00 |
| Bodiosa                            |           | Partido Social Democrata | 67,92 / 100,00 |           | Partido Social Democrata | 62,62 / 100,00 |
| Calde                              |           | Partido Social Democrata | 65,86 / 100,00 |           | Partido Social Democrata | 59,72 / 100,00 |
| Campo                              |           | Partido Social Democrata | 65,07 / 100,00 |           | Partido Social Democrata | 50,59 / 100,00 |
| Cavernães                          |           | Partido Social Democrata | 76,27 / 100,00 |           | Partido Social Democrata | 66,03 / 100,00 |
| Cota                               |           | Partido Social Democrata | 54,62 / 100,00 |           | Partido Social Democrata | 64,15 / 100,00 |
| Coutos de Viseu                    |           | Partido Social Democrata | 57,21 / 100,00 |           | Partido Social Democrata | 55,82 / 100,00 |
| Fail e Vila Chã de Sá              |           | Partido Social Democrata | 54,08 / 100,00 |           | Partido Social Democrata | 48,38 / 100,00 |
| Fragosela                          |           | Partido Social Democrata | 47,64 / 100,00 |           | Partido Social Democrata | 56,08 / 100,00 |
| Lordosa                            |           | Partido Social Democrata | 71,25 / 100,00 |           | Partido Socialista       | 49,26 / 100,00 |
| Mundão                             |           | Partido Social Democrata | 45,95 / 100,00 |           | Partido Socialista       | 47,66 / 100,00 |
| Orgens                             |           | Grupo de Cidadãos        | 31,17 / 100,00 |           | Partido Social Democrata | 41,28 / 100,00 |
| Povolide                           |           | Partido Social Democrata | 63,04 / 100,00 |           | Partido Social Democrata | 62,66 / 100,00 |
| Ranhados                           |           | Partido Social Democrata | 44,00 / 100,00 |           | Partido Social Democrata | 42,82 / 100,00 |
| Repeses e São Salvador             |           | Partido Social Democrata | 47,46 / 100,00 |           | Partido Socialista       | 41,81 / 100,00 |
| Ribafeita                          |           | Partido Social Democrata | 52,25 / 100,00 |           | Partido Social Democrata | 50,50 / 100,00 |
| Rio de Loba                        |           | Partido Social Democrata | 47,37 / 100,00 |           | Partido Socialista       | 42,63 / 100,00 |
| Santos Evos                        |           | Partido Social Democrata | 61,83 / 100,00 |           | Partido Social Democrata | 48,42 / 100,00 |
| São Cipriano e Vil de Souto        |           | Partido Social Democrata | 69,48 / 100,00 |           | Partido Social Democrata | 60,66 / 100,00 |
| São João de Lourosa                |           | Partido Socialista       | 42,35 / 100,00 |           | Partido Social Democrata | 51,32 / 100,00 |
| São Pedro de France                |           | Partido Social Democrata | 53,59 / 100,00 |           | Partido Social Democrata | 54,89 / 100,00 |
| Silgueiros                         |           | Partido Socialista       | 58,32 / 100,00 |           | Partido Social Democrata | 47,83 / 100,00 |
| Viseu                              |           | Partido Social Democrata | 44,65 / 100,00 |           | Partido Social Democrata | 41,96 / 100,00 |